# 小山力也
小山 力也（こやま りきや、1963年12月18日 - ）は、日本の声優、ナレーター、俳優。京都府京都市出身。劇団俳優座所属。

## 経歴

### 生い立ち
近所に幼なじみに同じ病院で生まれた生年月日が同じの女子がおり、向かいにもお姉ちゃんがおり、ママゴトしたり、リカちゃん人形で一緒に遊んだり、女子とばかり遊んでいたという。自分のことを「ウチ、ウチ」と言っており、父に「男がウチって言うな！」と怒られていたという。周囲に男性はいなくはなかったが、一番仲良しだった女子の友人が遊びに来てくれたため、その子の友人づてで、小学校低学年から中学年まで女子とばかり過ごしていたという。

### 大学時代
立命館中学校・高等学校を経て1982年に立命館大学法学部入学。進学時は「何になろう」というはっきりした目標はなく漠然と国語の教師に憧れたりはしていたという。男子校だったため、できれば女子校の国語の教師になりたいなあと語っている。つかこうへいの『熱海殺人事件』が新入生の歓迎公演で上演するため、女性の先輩に「これはあげるから来てね」と言われて切符を渡されて観に行っていたところ「こんなにも人を一生懸命にさせる世界があるのか」と身を乗り出し、劇団立命芸術劇場に所属する。
劇団立命芸術劇場での同期に現TBSアナウンサーの長峰由紀がおり、長峰を「トットちゃん」と呼んでいた。当時は別役実、つかこうへい作品などを上演していた。京都の演劇鑑賞会に入り、一番最初に観た芝居が、当時、劇団青年座に所属していた西田敏行が主演、矢代静一の脚本の『江戸のろくでなし』であり、出演していた津嘉山正種も「何てカッコいいんだろう」、高畑淳子も「綺麗だなぁ」と思って惹かれていた。NHK-FM放送のミニドラマ『ふたりの部屋』で西田と初井言榮が出演していたサスペンスドラマで色々役を演じており、初井の声が「素敵だなぁ」と思い、芝居を観ていたところ年配の女優だったことに驚いて、「ああ、（俳優とは）こんなこともできるんだ」と考えていたという。
津嘉山が出演していたNHK-FM放送の『クロスオーバーイレブン』を聞いており、憧れていたため、「あの人たちが、こんな舞台をしているんだ。僕も東京に行って劇団に入ろう」と思い、青年座に入団しようと、青年座の養成所に行こうとしていた。その時に調べていたところ高畑が桐朋学園大学短期大学部出身だったこともあり、高畑にならって、1987年に大学卒業後、京都から上京し、桐朋学園大学短期大学部芸術科演劇専攻に進む。部活動は水泳部に所属しており、水着になることには何の抵抗もないという。

### キャリア
卒業後に劇団俳優座入団。1989年に『仮面ライダーBLACK RX』で俳優としてデビュー。
声優としては『ER』がデビュー作であり、当初は吹き替えを中心に活動していたが、2000年代以降はアニメ、ゲームなどにも多く出演している。また『うたわれるものらじお』をきっかけに、様々な女性声優と組んでのラジオ番組が急増した。
舞台俳優としても活躍し、2000年ごろからはヨーロッパでの舞台公演（イギリス・フランス・オランダ・ルーマニア・イタリア・ロシア）に積極的に参加。2001年にアントーニオ役で出演した『ヴェニスの商人』は、第9回読売演劇大賞優秀作品賞を受賞。
2001年より放映開始された大ヒットドラマ『24 -TWENTY FOUR-』シリーズの主演ジャック・バウアーの吹き替えを担当。

### 現在まで
2007年6月8日、期間限定の連載が終わり、『声優グランプリ』よりブログの提案を受けてブログ『力也の気持ち。』をスタートする。
2009年には神谷明の降板により、『名探偵コナン』の二代目・毛利小五郎役に抜擢。同年10月31日放送の553話・「ザ・取調室」より出演。過去にもテレビシリーズ、映画『名探偵コナン 探偵たちの鎮魂歌』、ゲーム『追憶の幻想』にゲスト出演していた。
2011年、第5回声優アワード「富山敬賞」を受賞。

## 人物
趣味・特技は空手と水泳。テレビアニメ『タイガーマスク』が好きであり、その影響もあって強いものに憧れ、高校時代は空手を始め、町の道場に通っていた。

### 特色
数多くの洋画作品の吹き替えに出演しており、特に『ER』以降、ジョージ・クルーニーの吹き替えは現在に至るまで専属（フィックス）で担当している。また、後述の『24』をきっかけにキーファー・サザーランドも専属で担当するようになった。このほかにも、ガイ・ピアースやキアヌ・リーブス、マ・ドンソク、ルイス・クー、アーロン・クオック、ドウェイン・ジョンソン、ジェラルド・バトラー、デンゼル・ワシントン、ノーマン・リーダスなどを持ち役としている。『WITHOUT A TRACE/FBI 失踪者を追え!』では海外ドラマとしては初めて関西弁での演技に挑戦している（第2シーズンでは見られなくなる）。『TAXI NY』（フジテレビ系『土曜プレミアム』版）でも部分的に関西弁で吹き替えている（こちらは、キューバ系マフィアがしゃべるキューバ訛りの英語を吹き替える際、関西弁に置き換えている設定のため、小山が吹き替えたアンディ・ウォッシュバーン刑事が潜入捜査のため、関西弁を演じている）。
渋いキャラを演じることが多いが、良き人物から冷徹な悪役、コミカルな役や豪快な役、ゲーム『インフィニット アンディスカバリー』のフリストフォールのような女好きキャラクターや『アンジェリーク』シリーズのレオナードの飄逸で自由な役といったように、シリアスからギャグまでカバーしている。得体の知れない不気味な役を演じることもある。
『仮面ライダーBLACK RX』では、一部の危険なシーンを除き、ワイヤーアクションやナパーム爆破などアクションシーンのほとんどを自ら演じていた。同作品プロデューサーの堀長文および吉川進とのつながりから、両者が担当していたメタルヒーローシリーズにも度々ゲスト出演していた。
声優としての活動が多くなってからは、俳優としての顔出し出演はあまりしていない。2009年の『仮面ライダーディケイド』では、『RX』と同じ霞のジョー役での出演依頼を受けていたが、役柄のイメージに対する違和感や自身の年齢などからこれを断った。2018年の『ドロ刑 -警視庁捜査三課-』が久々のテレビドラマ出演となった。

### エピソード
高校生のころには既に今の声質となっており、当時電話に出ると、実の叔母に父と間違われることがあった。
井口裕香（『仮面のメイドガイ・強制ご奉仕ラジオ』）、田中理恵（『だぶるあ〜る』）、広橋涼（『小山力也×広橋涼のあかね色に染まるラジオ』）、大原さやか、恒松あゆみ（『Sound Drama Fate/Zero -ラジオマテリアル-』）など、パーソナリティーを女性声優と務めることが多い。
『攻殻機動隊』や『24』などで共演が多い田中敦子とは「あっちゃん」「力ちゃん」と呼び合う仲である。
声優デビュー作となった『ER緊急救命室』の演出を務めた佐藤敏夫を「私の師匠」と呼んで尊敬しており、「抜擢してくださったプロデューサーとディレクターが、僕の人生の大恩人です。吹替えの誇り、醍醐味、真髄を教えていただきました。いまも目指して精進しています」と語っている。
声優としての憧れの存在は津嘉山正種。また、小山はケビン・コスナーが日本で人気となった要因に彼の吹き替えを専属（フィックス）で務めていた津嘉山の存在によるものが大きかったのではないかと分析している。

#### 担当俳優について
『ER緊急救命室』をはじめとしたジョージ・クルーニーの吹き替えは当初、一生懸命背伸びしながら演じていたと回想している。年月を経た現在は落ち着いて演じられるようになったという。小山はクルーニーを「素晴らしい俳優」と評して敬意を払っており、吹き替える際には、クルーニーに畏怖の念を持つ事、尊敬する事、演技を注意深く観察する事を大切にしていると語っている。また、クルーニーの魅力に共感し、その特徴を見つけ出し、一体化出来るように想像力を働かせることを意識しているとも明かした。『ファミリー・ツリー』の日本版予告編CMでは本作のクルーニーの役に扮したナレーションを行い、同作の日本版公式サイトにも小山のコメントが寄せられていたものの、本編のクルーニーの吹き替えには起用されず、磯部勉（小山の次にクルーニーを多く吹き替えている）が担当した。また、小山の声優としてのアニメデビュー作となる『ポケットモンスター』47話「ラッキーのカルテ」における小山演ずるドクタードク役は『ER緊急救命室』でクルーニーが演じたダグラス・ロス役のパロディキャラクターである。
代表作である『24 -TWENTY FOUR-』のジャック・バウアーは、小山のはまり役ともいえる役の一つである。2010年末には『24 -TWENTY FOUR-』ファイナルシーズンのキャンペーンおよびファン感謝祭にてジャック役のキーファー・サザーランドと対面を果たし、握手を交わした際に「君の仕事には、本当に感謝しているよ。有難う」と感謝の言葉を貰い、感激したと語っている。キーファー本人も小山の吹き替えを気に入っており、小山がジャック・バウアーの口調で歌うTVスポットCMを観た際には大爆笑していたという。
『ウォーキング・デッド』とその関連作品では主要人物の一人であるダリル・ディクソンを長きにわたり吹き替えている。2014年にはダリル役のノーマン・リーダスとも対面を果たし、握手を交わしたと同時に「Thank you for your nice work！」と感謝の言葉を貰ったことを明かしている。
森川智之や宮本充と分け合う形で担当しているキアヌ・リーブスについては『マトリックス』（ソフト版）で初担当。同作のヒットもあり、「キアヌ・リーブスといえば小山力也」とも評されるほどに認知されている。「子供がそのまま大人になったような方。素直で、誰に対しても裏表がなく、心のキレイな方」と評している。演じる際にはキアヌの繊細な演技を潰さないように気をつけているといい、『マトリックス』シリーズは自身の代表作であると同時に絶対に忘れられない作品であるために、今でも時折見返して明日に繋げていると述べている。1作目は、オーディションではなくワーナー・ブラザースからオファーを受けてキャスティングされたといい、きっかけは『ER緊急救命室』と同じ制作担当の人物から声が掛かったことであった。小山にとっては初めての長編映画かつ大作への出演であるにも関わらず、事前にテストもなかったことなどから緊張し、喜びと不安の両方を感じたと回想している。同シリーズの4作目にあたる『マトリックス レザレクションズ』では長いブランクを経て吹き替えを続投した。また、共にキアヌを持ち役としている宮本とは親交があり、ラジオCD「TVアニメ『血界戦線＆BEYOND』技名を叫んでから殴るラジオVol.2」では両者がキアヌを吹き替えていることについて触れたジョークが展開された。なお、フジテレビの番組『私のバカせまい史』内のコーナー、「海外スターお忍びグルメ史！」では来日したキアヌが『九州じゃんがら』に来店し、人気ラーメンである「こぼんしゃん全部入り」を注文し、実食していた当時のキアヌを小山が吹き替える一幕もあった。
楠大典と分け合う形での持ち役となっているドウェイン・ジョンソンの演技については「鋼のアクションに加えコメディーのセンスも抜群」と絶賛しており、『ジャングル・クルーズ』の公開時には「プロレスのみならずドラマでも魅せ、観客の人生を励まし明日の元気を届ける超一流のアクター。日々進化し、演技の幅がグッと広がっていく、優しく強い男。そんな俳優の成長を感じられると、こちらもパワーを貰える」と述べ、吹き替える度に良い刺激を受けていると明かしている。
吹き替えを担当した中でも思い入れ深い役に『ザ・ロック』（日本テレビ版）のニコラス・ケイジをたびたび挙げている。小山にとって本作は初めてのゴールデンタイムの洋画番組の主役であり、本作のソフト版をはじめ多数の作品でニコラスを専属で担当している大塚明夫は脇役のマイケル・ビーンに回ったものの、その大塚からは「頼むよ、力也。しっかりやれよ」（もしくは「リキ！頼むぜ！！」）と激励を受けたことに感激したといい、「自分がいざ、逆の立場に立った時、明夫さんのように声を掛ける事が出来るかどうか、笑顔で、その人を励ませるかどうか、正直、自信がありません。大塚明夫という役者は、それほどの器です」と大塚に敬意を表しているという。
自身が吹き替えを担当してきた俳優の中でも特に好きな俳優としてデンゼル・ワシントンを挙げており、「彼（デンゼル）は役ごとに全然違う演技で、観察眼の鋭さ、構築の緻密さに感服する」と語り、声を担当出来ることが本当に嬉しいと話している。

## 出演
太字はメインキャラクター。

### テレビアニメ
1998年
- ポケットモンスター（ドクタードク）

2000年
- はじめの一歩（2000年 - 2014年、鷹村守） - 3シリーズ + 特別編
- ポケットモンスター ミュウツー! 我ハココニ在リ（ペニシリーナ）
- 名探偵コナン（2000年 - 2025年、佐久法史、木山智則、桜田泰造、イーサン・本堂、毛利小五郎〈2代目〉））

2001年
- The Soul Taker 〜魂狩〜（ザボー）
- フィギュア17 つばさ&ヒカル（2001年 - 2002年、D・D）

2002年
- アベノ橋魔法☆商店街（ユータス）
- 花田少年史（清司）

2003年
- アストロボーイ・鉄腕アトム（加田里）
- L/R -Licensed by Royal-（グレイ・F・ストラトス）
- コロッケ!（2003年 - 2005年、バーグ）
- 獣兵衛忍風帖 龍宝玉篇（牙神獣兵衛）
- D・N・ANGEL（日渡警視長）

2004年
- アガサ・クリスティーの名探偵ポワロとマープル（ダニエルズ大尉）
- 攻殻機動隊 S.A.C. 2nd GIG（2004年 - 2005年、クゼ・ヒデオ）
- 最遊記RELOAD GUNLOCK（ガティ＝ネネホーク〈ガト〉）
- 蒼穹のファフナー（要誠一郎）
- 妄想代理人（主人公）
- MONSTER（ユルゲンス）

2005年
- アイシールド21（武蔵厳）
- ギャラリーフェイク（チャーリー・ニコル）
- ケロロ軍曹（2005年 - 2010年、ジュリー人、オノノ少尉）
- 交響詩篇エウレカセブン（ノルブ）
- SPEED GRAPHER（両国玄蕃）
- SoltyRei（ビンセント・グレコー）
- 闘牌伝説アカギ 〜闇に舞い降りた天才〜（2005年 - 2006年、南郷）
- ノエイン もうひとりの君へ（クイナ）
- パタリロ西遊記!（沙悟浄）
- フルメタル・パニック! The Second Raid（ベルファンガン・クルーゾー）
- MÄR-メルヘヴン-（ザトゥルン）

2006年
- Fate/stay night（衛宮切嗣）
- うたわれるもの（ハクオロ）
- ウィッチブレイド（鷹山澪士）
- NARUTO -ナルト-（2006年 - 2017年、ホタルビ、ヤマト〈テンゾウ〉） - 2シリーズ
- 太陽の黙示録（張）
- 009-1（サム）
- 天保異聞 妖奇士（2006年 - 2007年、アビ）
- 爆球Hit! クラッシュビーダマン（真田銃兵衛）
- ハチミツとクローバーII（マック・カルロス）
- 武装錬金（ヴィクター・パワード）
- 魔法食堂チャラポンタン（ヘタ）
- 妖怪人間ベム（田中市長）
- よみがえる空 -RESCUE WINGS-（黒木淳造）

2007年
- 大江戸ロケット（美作天兵衛）
- Over Drive（寺尾の父）
- 風のスティグマ（神凪厳馬）
- 逆境無頼カイジ（中山）
- 恋する天使アンジェリーク〜かがやきの明日〜（聖獣の光の守護聖レオナード）
- シグルイ（興津三十郎）
- 獣神演武 -HERO TALES-（2007年 - 2008年、虎楊蒙骸）
- 素敵探偵ラビリンス（紅茶大王）
- TOKYO TRIBE2（スリーピー）
- BLEACH（コヨーテ・スターク）

2008年
- あかね色に染まる坂（杉下清次郎）
- ウルトラヴァイオレット コード044（ダクサス二世）
- 仮面のメイドガイ（コガラシ）
- 喰霊-零-（葛野クドウ）
- 君が主で執事が俺で（クマーン）
- 今日からマ王!（フォンビーレフェルト卿ヴァルトラーナ）
- ゴルゴ13（ザラス）
- シゴフミ（美川キラメキ）
- ソウルイーター（2008年 - 2009年、死神様）
- BLUE DRAGON 天界の七竜（天界の声 / ルドルフ）
- 魔人探偵脳噛ネウロ（黒尾独太）
- 魔法遣いに大切なこと 〜夏のソラ〜（原誠一郎）
- Mnemosyne-ムネモシュネの娘たち-（イヒカ）
- 魍魎の匣（笹川）
- ヤッターマン（第2作）（チャック・パウアー）

2009年
- 青い文学シリーズ「こゝろ」（K）
- うみねこのなく頃に（右代宮留弗夫）
- エレメントハンター（ダン・カラス）
- 狼と香辛料II（マルク・コール）
- 怪談レストラン（アコのおじさん）
- こばと。（玄琥）
- 蒼天航路（呂布）
- 夏のあらし! 〜春夏冬中〜（嵐山麟太郎）
- フレッシュプリキュア!（国王）
- マリア様がみてる 4thシーズン（可南子の父）
- RIDEBACK -ライドバック-（岡倉天司郎）

2010年
- アイアンマン（ローガン / ウルヴァリン）
- 荒川アンダー ザ ブリッジ（市ノ宮積） - 2シリーズ
- 刀語（左右田右衛門左衛門）
- 侵略!イカ娘（2010年 - 2011年、南風の店長） - 2シリーズ
- デュラララ!!（2010年 - 2016年、贄川周二） - 3シリーズ
- 伝説の勇者の伝説（リューラ・リュートルー〈ライナ父〉）
- バトルスピリッツ 少年激覇ダン（異界王）
- FAIRY TAIL（梟）
- ポケットモンスター ダイヤモンド&パール（キジュウロウ）
- MAJOR 6th season（ビリー・オリバー）
- RAINBOW-二舎六房の七人-（桜木六郎太 / アンチャン）

2011年
- ウルヴァリン（ローガン / ウルヴァリン）
- X-MEN（ウルヴァリン / ローガン）
- 快盗天使ツインエンジェル〜キュンキュン☆ときめきパラダイス!!〜（ブラックトレーダー）
- SKET DANCE（ドドンドンドドン）
- 日常（ナレーション）
- ぬらりひょんの孫 千年魔京（安倍晴明）
- バトルスピリッツ ブレイヴ（異界王）
- Fate/Zero（2011年 - 2012年、衛宮切嗣） - 2シリーズ
- ブレイド（ローガン）
- へうげもの（2011年 - 2012年、織田信長）
- ラストエグザイル-銀翼のファム-（ヤシュバル・オノンド）

2012年
- 蒼い世界の中心で（ギアの父〈アレックス〉）
- 銀河へキックオフ!!（2012年 - 2013年、花島勝）
- キングダム（2012年 - 2022年、王騎） - 3シリーズ
- この中に1人、妹がいる!（帝野熊五郎）
- 絶園のテンペスト（2012年 - 2013年、鎖部左門）
- ZETMAN（掃除人）
- 男子高校生の日常（ヒデノリ父）
- 探偵オペラ ミルキィホームズ 第2幕（イケメンブー太）
- トータル・イクリプス（イブラヒム・ドーゥル）
- バトルスピリッツ ソードアイズ（ボンバー、ナレーション、ヴァルガス）
- HUNTER×HUNTER（第2作）（ジン＝フリークス）
- モーレツ宇宙海賊（ナレーション、鉄の髭）

2013年
- イクシオン サーガ DT（蝶ネクタイの声）
- 犬とハサミは使いよう（中原冬至、仏坂大門）
- ガリレイドンナ（夏至生・フェラーリ）
- COPPELION（三島鬼平）
- サーバント×サービス（百井兼蔵）
- ささみさん@がんばらない（月読留座）
- たまごっち! ゆめキラドリーム（パパピアニっち）
- ダンガンロンパ 希望の学園と絶望の高校生 The Animation（霧切仁）
- DEVIL SURVIVOR2 the ANIMATION（栗木ロナウド）
- NARUTO -ナルト- SD ロック・リーの青春フルパワー忍伝（ヤマト〈テンゾウ〉）
- ハイスクールD×D シリーズ（2013年 - 2018年、アザゼル） - 3シリーズ
- ビーストサーガ（デスコンドル）
- ポケットモンスター THE ORIGIN（サカキ）
- ムシブギョー（月島源十郎）
- よんでますよ、アザゼルさん。Z（羽柴総司）
- 勇者になれなかった俺はしぶしぶ就職を決意しました。（強盗）

2014年
- ウィザード・バリスターズ 弁魔士セシル（麻楠史文）
- キャプテン・アース（西久保ツトム）
- 健全ロボ ダイミダラー（ナレーション、司令官）
- シドニアの騎士（2014年 - 2015年、斎藤ヒロキ） - 2シリーズ
- 白銀の意思 アルジェヴォルン（カイエン・トシカズ）
- スペース☆ダンディ（ノ・ミラー兄弟）
- 戦国BASARA Judge End（黒田官兵衛）
- 東京ESP（葛野クドウ）
- のうりん（校條創）
- 信長協奏曲（柴田勝家）
- ノブナガ・ザ・フール（タケダ・シンゲン）
- Fate/kaleid liner プリズマ☆イリヤ ツヴァイ!（衛宮切嗣）
- Fate/stay night [Unlimited Blade Works]（衛宮切嗣）
- ブラック・ブレット（蛭子影胤）
- ブレイドアンドソウル（ガ・ガンテ）
- 名探偵コナン 江戸川コナン失踪事件 〜史上最悪の2日間〜（毛利小五郎）
- 龍ヶ嬢七々々の埋蔵金（重護の父）
- ONE PIECE（2014年 - 2019年、キュロス / 片足の兵隊）

2015年
- アルスラーン戦記（2015年 - 2016年、ルーシャン） - 2シリーズ
- うしおととら（2015年 - 2016年、とら / シャガクシャ） - 2シリーズ
- 終物語（死屍累生死郎）
- 牙狼 -紅蓮ノ月-（渡辺綱）
- ガンスリンガー ストラトス（羅漢堂旭）
- 寄生獣 セイの格率（山岸）
- GATE 自衛隊 彼の地にて、斯く戦えり（健軍俊也）
- 血界戦線（2015年 - 2017年、クラウス・V・ラインヘルツ） - 2シリーズ
- ゴッドイーター（ヨハネス・フォン・シックザール）
- 実は私は（白神源二郎）
- ジュエルペット マジカルチェンジ（ラルド〈パパ〉）
- 食戟のソーマ（2015年 - 2020年、幸平城一郞） - 6シリーズ
- それが声優!（小山力也〈本人役〉）
- 対魔導学園35試験小隊（草薙オロチ）
- ヘヴィーオブジェクト（シーワックス）
- ポケットモンスター XY&Z（カゲトモ）
- まじっく快斗1412（毛利小五郎）
- ルパン三世 PART IV（チェーザレ・アルベルティーニ）
- ONE PIECE エピソードオブサボ 〜3兄弟の絆 奇跡の再会と受け継がれる意志〜（キュロス / 片足の兵隊）
- ワンパンマン（深海王）

2016年
- 亜人（秋山礼二）
- ALL OUT!!（平唯一）
- 機動戦士ガンダムUC RE:0096（フラスト・スコール）
- こねこのチー（クロいの）
- 斉木楠雄のΨ難（トム）
- スカーレッドライダーゼクス（ディバイザー）
- ダンガンロンパ3 -The End of 希望ヶ峰学園-（霧切仁）
- デュエル・マスターズ VSRF（まじめ所ちょー）
- テラフォーマーズ リベンジ（ドナテロ・K・デイヴス）
- ねじ巻き精霊戦記 天鏡のアルデラミン（ソルヴェナレス・イグセム）
- ばくおん!!（神様）
- 美男高校地球防衛部LOVE!LOVE!（胸肩しごき）
- ブブキ・ブランキ（一希明） - 2シリーズ
- フリップフラッパーズ（緑の紳士）
- 文豪ストレイドッグス（2016年 - 2023年、福沢諭吉） - 5シリーズ
- ベイブレードバースト（2016年 - 2018年、灼炎寺カイザ） - 3シリーズ
- ベルセルク（モズグス、コンラッド）
- 名探偵コナン エピソード“ONE” 小さくなった名探偵（毛利小五郎）
- 名探偵コナン コナンと海老蔵 歌舞伎十八番ミステリー（毛利小五郎）

2017年
- 銀魂.（2017年 - 2018年、猩覚）
- デジモンユニバース アプリモンスターズ（ダンテモン）
- フューチャーカード バディファイト シリーズ（2017年 - 2018年、魔王竜 バッツ / 雷帝竜 バールバッツ / 轟天覇王竜 バールバッツ・ドラグロイヤー） - 2シリーズ
- ID-0（グレイマン）
- スタミュ（天花寺の父）
- 笑ゥせぇるすまんNEW（夢見亜士）
- GRANBLUE FANTASY The Animation（ソリッズ）
- ひなろじ〜from Luck & Logic〜（リオンの父）
- 魔法陣グルグル（ゴチンコ）
- BORUTO-ボルト- NARUTO NEXT GENERATIONS（ヤマト）
- 鬼灯の冷徹（ねうねう）
- 将国のアルタイル（ピノー）
- UQ HOLDER! 〜魔法先生ネギま!2〜（ジャック・ラカン）
- 忍たま乱太郎の宇宙大冒険 with コズミックフロント☆NEXT 火星を大そうさく!の段（キュリ夫））

2018年
- スロウスタート（一之瀬健）※放送前特番ナレーションも担当
- キリングバイツ（祠堂零一）
- ポプテピピック（2018年 - 2021年、ポプ子〈第10話Bパート / 再放送・リミックス版第11話Bパート〉）
- パズドラ（2018年 - 2025年、ナレーション、探偵）
- こねこのチー ポンポンらー大旅行（クロいの）
- フルメタル・パニック! Invisible Victory（ベルファンガン・クルーゾー）
- 信長の忍び〜姉川・石山篇〜（本多忠勝）
- 蒼天の拳 REGENESIS（ヒムカ / 霞拳心） - 2シリーズ
- 七つの大罪 戒めの復活（ザラトラス）
- 宇宙戦艦ティラミス（ソウイチロウ・イチノセ） - 2シリーズ
- 中間管理録トネガワ（権田）
- ちおちゃんの通学路（安藤繭太、チョップ）
- プラネット・ウィズ（先生）
- バキ（2018年 - 2020年、烈海王） - 2シリーズ
- 京都寺町三条のホームズ（家頭誠司）
- アンゴルモア 元寇合戦記（鬼剛丸）
- 働くお兄さん!の2!（カモ橋先輩）
- Back Street Girls -ゴクドルズ-（高村仁）
- Phantom in the Twilight（ヴァン・ヘルシング）
- はたらく細胞（胸腺上皮細胞教官）
- DOUBLE DECKER! ダグ&キリル（トラヴィス・マーフィー）
- からくりサーカス（2018年 - 2019年、加藤鳴海）
- ゾイドワイルド（2018年 - 2019年、フォアグラ）
- 学園BASARA（黒田官兵衛）

2019年
- 彼方のアストラ（レイ・ホシジマ）
- けだまのゴンじろー（ボセイドン・ゴンじろー）

2020年
- かくしごと（大和力郎）
- ド級編隊エグゼロス（ナレーション）
- デカダンス（ドナテロ）
- 富豪刑事 Balance:UNLIMITED（武井克弘）
- 天晴爛漫!（トーマス・エジソン）
- 魔王城でおやすみ（はりとげマジロ）
- 体操ザムライ（ブリトニー）
- ぐらぶるっ!（ソリッズ）
- ブラッククローバー（2020年 - 2021年、ダンテ・ゾグラティス）

2021年
- IDOLY PRIDE（三枝信司）
- 文豪ストレイドッグス わん!（福沢諭吉）
- 怪病医ラムネ（春の父親）
- 無職転生 〜異世界行ったら本気だす〜（ペルギウス・ドーラ）
- セスタス -The Roman Fighter-（ザファル）
- もっと!まじめにふまじめ かいけつゾロリ（イケメン）
- Vivy -Fluorite Eye's Song-（アントニオ）
- 戦闘員、派遣します!（トラ男）
- 100万の命の上に俺は立っている（ゲームマスター）
- 転生したらスライムだった件（2021年 - 2024年、ダグリュール） - 2シリーズ
- 鬼滅の刃（2021年 - 2022年、煉󠄁獄槇寿郎） - 2シリーズ
- 舞妓さんちのまかないさん（2021年 - 2022年、おにいさん）
- 境界戦機（2021年 - 2022年、宇堂キリュウ） - 2シリーズ

2022年
- 最遊記RELOAD -ZEROIN-（ガティ＝ネネホーク〈ガト〉)
- 失格紋の最強賢者（エデュアルト）
- ハコヅメ〜交番女子の逆襲〜（北条保）
- デジモンゴーストゲーム（フロゾモン）
- であいもん（納野平伍）
- うたわれるもの 二人の白皇（ナレーション、社の主 / ハクオロ）
- 邪神ちゃんドロップキックX（エミュー）
- てっぺんっ!!!!!!!!!!!!!!!（丸一日暴走刑事）
- ブルーロック（一難高校監督）
- 陰の実力者になりたくて!（オルバ）
- うる星やつら (2022)（2022年 - 2024年、ラムの父） - 2シリーズ
- 名探偵コナン 犯人の犯沢さん（毛利小五郎）
- アイドリッシュセブン Third BEAT!（逢坂壮志）

2023年
- 魔王学院の不適合者 II 〜史上最強の魔王の始祖、転生して子孫たちの学校へ通う〜（2023年 - 2024年、エールドメード・ディティジョン〈天父神ノウスガリア〉） - 2シリーズ
- 逃走中 グレートミッション（2023年 - 2024年、織田信長）
- ゴールデンカムイ（野沢仁平治）
- 英雄教室（国王〈ギルガメッシュ〉）
- 七つの大罪 黙示録の四騎士（2023年 - 2024年、ペルガルド）
- アンデッドアンラック（2023年 - 2024年、ビリー）
- とあるおっさんのVRMMO活動記（ゼタン）

2024年
- SHAMAN KING FLOWERS（桜井咲太郎）
- 怪獣8号（保科の父）
- 狼と香辛料 MERCHANT MEETS THE WISE WOLF（マルク・コール）
- 株式会社マジルミエ（重本浩司）
- ありふれた職業で世界最強 season 3（ガハルド・D・ヘルシャー）
- 鴨乃橋ロンの禁断推理（生須）

2025年
- 異修羅（地平砲メレ）
- ドラゴンボールDAIMA（カデム）
- 俺だけレベルアップな件 Season 2 -Arise from the Shadow-（水篠潤一郎）
- ＃コンパス2.0 戦闘摂理解析システム（ルチアーノ）
- New PANTY & STOCKING with GARTERBELT（ベイウォッチャー）

### 劇場アニメ
2001年
- カウボーイビバップ 天国の扉（スティーブ）
- バンパイアハンターD（治安官）

2003年
- 東京ゴッドファーザーズ（新郎）

2005年
- 劇場版 鋼の錬金術師 シャンバラを征く者（ルドルフ・ヘス）

2006年
- 名探偵コナン 探偵たちの鎮魂歌（竜阿茶）

2007年
- ジョジョの奇妙な冒険 ファントムブラッド（ウィル・A・ツェペリ）
- 甲虫王者ムシキング スーパーバトルムービー 〜闇の改造甲虫〜（ヘルクレスリッキーブルー）

2008年
- 劇場版 NARUTO -ナルト- 疾風伝 絆（ヤマト）
- 真救世主伝説 北斗の拳ZERO ケンシロウ伝（ジュガイ）

2010年
- 超電影版SDガンダム三国伝 〜Brave Battle Warriors〜（胡軫ギャン）
- 劇場版 NARUTO -ナルト- 疾風伝 ザ・ロストタワー（ヤマト）
- 名探偵コナンシリーズ（2010年 - 2025年、毛利小五郎〈2代目〉） - 15作品

2011年
- キズナ一撃（越山エベレスト）
- 劇場版 NARUTO -ナルト- ブラッド・プリズン（ヤマト）

2012年
- 映画 ベルセルク 黄金時代篇I - III（2012年 - 2013年、ユリウス、アドン、コンラッド） - 3部作

2013年
- ルパン三世VS名探偵コナン THE MOVIE（毛利小五郎）

2014年
- 劇場版 TIGER & BUNNY -The Rising-（リチャード・マックス）
- 聖闘士星矢 Legend of Sanctuary（牡牛座のアルデバラン）
- モーレツ宇宙海賊 ABYSS OF HYPERSPACE -亜空の深淵-（ナレーション）

2015年
- 劇場版 シドニアの騎士（斎藤ヒロキ）

2016年
- 劇場版 探偵オペラ ミルキィホームズ〜逆襲のミルキィホームズ〜（モリアーティ教授）

2017年
- 劇場版 Fate/kaleid liner プリズマ☆イリヤ 雪下の誓い（衛宮切嗣）
- 劇場版 Fate/stay night [Heaven's Feel] I・II（2017年 - 2019年、衛宮切嗣） - 2作品
- Dance with Devils-Fortuna-（ネスタ）

2018年
- 文豪ストレイドッグス DEAD APPLE（福沢諭吉）
- 僕のヒーローアカデミア THE MOVIE 〜2人の英雄〜（ウォルフラム）
- 機動戦士ガンダムNT（フラスト・スコール）

2019年
- PSYCHO-PASS サイコパス Sinners of the System Case.1 罪と罰（松来ロジオン）
- プロメア（イグニス・エクス）
- BLACKFOX（ハロルド）
- HUMAN LOST 人間失格（厚木）

2020年
- 映画 ねこねこ日本史 〜龍馬のはちゃめちゃタイムトラベルぜよ!〜（織田信長）
- 劇場版 鬼滅の刃 無限列車編（煉󠄁獄槇寿郎）

2021年
- シドニアの騎士 あいつむぐほし（斎藤ヒロキ）
- 映画大好きポンポさん（上司）

2022年
- 夏へのトンネル、さよならの出口（カオルの父）

2024年
- 範馬刃牙VSケンガンアシュラ（烈海王、阿古谷清秋）

2025年
- 映画 おしりたんてい スター・アンド・ムーン（スターまぶし）
- 劇場版 鬼滅の刃 無限城編 第一章 猗窩座再来（煉獄槇寿郎）

### OVA
1996年
- ふしぎ遊戯 永光伝（朱天童）

1999年
- るろうに剣心 -明治剣客浪漫譚- 追憶編（土方歳三）

2000年
- 銀河英雄伝説外伝 螺旋迷宮（ウォリス・ウォーリック）

2003年
- はじめの一歩 間柴vs木村 死刑執行（鷹村守）

2006年
- フルメタル・パニック! わりとヒマな戦隊長の一日（ベルファンガン・クルーゾー）

2007年
- GUNDAM EVOLVE../15 RX-78 / MAN-03 BRAW-BRO（シャリア・ブル）

2008年
- KITE LIBERATOR（野口折外）
- サドンアタック（男兵士）
- ONE PIECE ロマンス ドーン ストーリー（三日月のギャリー）

2009年
- あかね色に染まる坂 ハードコア（杉下清次郎）
- OVA うたわれるもの（ハクオロ）
- 魔法先生ネギま! -もうひとつの世界-（ジャック・ラカン）

2010年
- 機動戦士ガンダムUC（フラスト・スコール）

2011年
- 名探偵コナン MAGIC FILE2011 新潟〜東京 おみやげ狂騒曲（毛利小五郎）

2012年
- 魔法先生ネギま! ANIME FINAL(DVD版)（ジャック・ラカン）
- 名探偵コナン えくすかりばあの奇跡（毛利小五郎）

2014年
- 侵略!イカ娘（南風の店長） - コミックス第17巻OVA付き限定版
- テラフォーマーズ「バグズ2号編」（ドナテロ・K・デイヴス）

2015年
- ハイスクールD×D NEW（アザゼル） - DX.1 BD付き限定版
- 鬼灯の冷徹（ねうねう） - コミックス第19巻DVD付き限定版
- ムシブギョー（月島源十郎） - 「常住戦陣!!ムシブギョー」単行本第17巻OVA付き特別版

2017年
- 文豪ストレイドッグス（福沢諭吉） - コミックス第13巻オリジナルアニメBD付き限定版

2020年
- ド級編隊エグゼロス（ナレーション） - コミックス第11巻アニメBD同梱版

### Webアニメ
2005年
- リーンの翼（シンジロウ・サコミズ）

2009年
- やんやんマチコ（ジョージ）

2011年
- 名探偵コナン vs Wooo（毛利小五郎）

2014年
- 名探偵コナン 逃亡者・毛利小五郎（毛利小五郎）

2015年
- 弱酸性ミリオンアーサー（グリンゴレット、鶏）

2016年
- 佐賀県を巡るアニメーション「約束の器 有田の初恋」（淳の父）
- ポケモンジェネレーションズ（アオギリ）
- モンスターストライク（ダークゼウス）

2018年
- DEVILMAN crybaby（カイム）
- 衛宮さんちの今日のごはん（衛宮切嗣）
- スーパードラゴンボールヒーローズ プロモーションアニメ（2018年 - 2021年、カンバー）
- モンスターストライク（ゼウス）

2019年
- ケンガンアシュラ（2019年 - 2023年、阿古谷清秋） - 3シリーズ

2020年
- バトルスピリッツ サーガブレイヴ（異界王）
- バトルスピリッツ 赫盟のガレット / ミラージュ（2020年 - 2022年、ヴィザルガ・ベラジオ / 異界王） - 2作品

2022年
- テルマエ・ロマエ ノヴァエ（お頭）
- 雪ほどきし二藍（アキオの父）

2023年
- きよねこっ（マイケル・スコティッシュフォールド）
- 範馬刃牙（烈海王）
- Fate/Grand Order 藤丸立香はわからない（エミヤ〔アサシン〕）
- PLUTO（ヘラクレス）

2024年
- T・Pぼん（チャムクの父）

### ゲーム
1999年
- 北へ。White Illumination（春野響 / 寿商事の鈴本）

2000年
- アーマード・コア2（レオス・クライン）

2003年
- アンジェリーク エトワール（聖獣の光の守護聖レオナード）
- コロッケ!3 グラニュー王国の謎（バーグ）

2004年
- コロッケ!4 バンクの森の守護神（バーグ）
- ジャック×ダクスター2（トーン）

2005年
- ジルオール インフィニット（ネメア）
- 天外魔境III NAMIDA（籐兵衛）
- ドラッグオンドラグーン2 封印の紅、背徳の黒（ユーリック）
- ぼくらのかぞく（お父さん）

2006年
- Another Century's Episode 2（シンジロウ・サコミズ）
- うたわれるもの 散りゆく者への子守唄（ハクオロ）
- エイジ オブ エンパイアIII（モーガン・ブラック）
- 機動戦士ガンダム スピリッツオブジオン 〜修羅の双星〜（カート・ラズウェル中尉）
- ジョジョの奇妙な冒険 ファントムブラッド（ウィル・A・ツェペリ）
- テニスの王子様 ドキドキサバイバル 山麓のMystic（船長）
- バテン・カイトスII 始まりの翼と神々の嗣子（ペッツ）
- ファイナルファンタジーXII（バッシュ・フォン・ローゼンバーグ）
- ファンタシースターユニバース（レオジーニョ・サントサ・ベラフォート）

2007年
- Another Century's Episode 3 THE FINAL（シンジロウ・サコミズ ノルブ）
- エースコンバット6 解放への戦火（マーカス・ランパート ガルーダ2"シャムロック"）
- 機動戦士ガンダム スピリッツオブジオン 〜戦士の記憶〜（カート・ラズウェル中尉）
- サドンアタック（男性ラジオチャット）
- テイルズ オブ イノセンス（アスラ）
- テニスの王子様 ドキドキサバイバル 海辺のSecret（船長）
- NARUTO -ナルト- 疾風伝 激闘忍者大戦!EX2（ヤマト）
- NARUTO -ナルト- 疾風伝 ナルティメットアクセル2（ヤマト）
- ファンタシースターユニバース イルミナスの野望（レオジーニョ・サントサ・ベラフォート）
- Fate/stay night [Realta Nua]（衛宮切嗣）
- マブラヴ ALTERED FABLE（イブラヒム、チャック・ザウバー）
- みんなのGOLF 5（ナカジマ）
- 名探偵コナン 追憶の幻想（甲斐忠樹）
- タイムクライシス4（W.O.L.F.リーダー）

2008年
- あかね色に染まる坂 ぱられる（杉下清次郎）
- インフィニット アンディスカバリー（フリストフォール）
- カドゥケウス ニューブラッド（マーカス・ヴォーン）
- グラナド・エスパダ（ナル）
- 幻想水滸伝ティアクライス（ノーヴァ）
- シグマ ハーモニクス（黒上静馬）
- 白騎士物語（サイラス）
- スターオーシャン2 Second Evolution（ガブリエル）
- ソウルイーター モノトーン プリンセス（死神様）
- テイルズ オブ ヴェスペリア（デューク・バンタレイ）
- 天誅4（力丸）
- Too Human（バルドル）
- NARUTO -ナルト- 疾風伝 激闘忍者大戦!EX3（ヤマト）
- NARUTO -ナルト- 疾風伝 最強忍者大結集 激突!! ナルトVSサスケ（ヤマト）
- NARUTO -ナルト- 疾風伝 忍列伝 II（ヤマト）
- ファンタジーアース ゼロ（ヒュンケル王）
- ファンタシースターポータブル（レオジーニョ・サントサ・ベラフォート）
- フェイト/タイガーころしあむ アッパー（衛宮切嗣）
- 無双OROCHI 魔王再臨（孫悟空）

2009年
- あかね色に染まる坂 ぽーたぶる（杉下清次郎）
- うたわれるもの PORTABLE（ハクオロ）
- エレベーターアクションアクション デスパレード（ジェームス）
- 風色サーフ（アレック・ユーティライネン）
- 仮面のメイドガイ ボヨヨンバトルロワイアル（コガラシ）
- ソウルイーター バトルレゾナンス（死神様）
- デモンブライド（ドーン、ウリエル）
- 闘真伝（ダン・マクガバン）
- NARUTO -ナルト- 疾風伝 忍列伝 III（ヤマト）
- NARUTO -ナルト- 疾風伝 龍刃記（ヤマト）
- VitaminZ（佐伯影虎）
- 北斗の拳 ラオウ外伝 天の覇王（ラオウ）
- 無双OROCHI Z（孫悟空）

2010年
- EAT LEAD マット・ハザードの逆襲（マット・ハザード）
- うみねこのなく頃に 〜魔女と推理の輪舞曲〜（右代宮留弗夫）
- 黄金夢想曲（うみねこさん1）
- ゴッドイーター（ヨハネス・フォン・シックザール）
- ゴッドイーター バースト（ヨハネス・フォン・シックザール）
- コール オブ デューティ ブラックオプス（フランク・ウッズ）
- シグマ ハーモニクス コーダ（黒上党首）
- 真・三國無双 MULTI RAID 2（始皇帝、孫悟空）
- スカーレッドライダーゼクス（ディバイザー）
- スプリットセカンド（ナレーション）
- 戦国BASARA3（黒田官兵衛）
- スプリンターセル コンヴィクション（トーマス・ジェフリー・リード）
- トリニティ ジルオール ゼロ（ネメア）
- NO MORE HEROES 英雄たちの楽園（サンダー龍）
- NARUTO -ナルト- 疾風伝 ナルティメットアクセル3（ヤマト）
- NARUTO -ナルト- 疾風伝 忍術全開!チャクラッシュ!!（ヤマト）
- NARUTO -ナルト- 疾風伝 キズナドライブ（ヤマト）
- NARUTO -ナルト- 疾風伝 ナルティメットストーム（ヤマト）
- VitaminZ Revolution（佐伯影虎）
- Fallout: New Vegas（ブーン、ナレーション）
- メトロイド アザーエム（アダム・マルコビッチ）
- ラストランカー（センゴク）
- 龍が如く4 伝説を継ぐもの（冴島大河）

2011年
- AQUAPAZZA AQUAPLUS DREAM MATCH（ハクオロ）
- ULTIMATE MARVEL VS. CAPCOM 3（フランク・ウェスト）
- うみねこのなく頃に散 〜真実と幻想の夜想曲〜（右代宮留弗夫）
- 快盗天使ツインエンジェル〜時とセカイの迷宮〜（ブラックトレーダー）
- Kinect: ディズニーランド・アドベンチャーズ（クラッシュ）
- スカーレッドライダーゼクス -STARDUST LOVERS-（ディバイザー）
- 戦国BASARA3 宴（黒田官兵衛）
- 第2次スーパーロボット大戦Z 破界篇（破界の王ガイオウ）
- NARUTO -ナルト- 疾風伝 忍立体絵巻!最強忍界決戦!!（ヤマト）
- BLEACH ソウル・イグニッション（コヨーテ・スターク）
- 無双OROCHI 2（孫悟空、ネメア）

2012年
- アサシン クリード III レディ リバティ（アガット）
- SDガンダム GGENERATION（2012年 - 2016年、フラスト・スコール、ミッチェル・ドレック・ナー） - 2作品
- 鬼武者Soul（太田道灌、佐々成政、松永久秀、島津義弘、本多平八郎忠勝、明智光秀 他）
- ガンスリンガー ストラトス（羅漢堂旭）
- 機動戦士ガンダム オンライン（男性パイロット1）
- コール オブ デューティ ブラックオプス II（フランク・ウッズ）
- スーパーロボット大戦OGサーガ 魔装機神 THE LORD OF ELEMENTAL（リカルド・シルベイラ）
- スーパーロボット大戦OGサーガ 魔装機神II REVELATION OF EVIL GOD（リカルド・シルベイラ）
- スカーレッドライダーゼクスI + FD ポータブル（ディバイザー）
- ダイヤの国のアリス 〜Wonderful Wonder World〜（ジェリコ＝バミューダ）
- テイルズ オブ イノセンス R（アスラ、絶望を背負いし覇王）
- テイルズ オブ ザ ヒーローズ ツインブレイヴ（デューク・バンタレイ）
- とびたて!超時空トラぶる花札大作戦（衛宮切嗣）
- NARUTO -ナルト- SD パワフル疾風伝（ヤマト）
- NARUTO -ナルト- 疾風伝 ナルティメットストームジェネレーション（ヤマト）
- PROJECT X ZONE（フランク・ウェスト）
- Halo 4（マスターチーフ / SPARTAN-117）
- 無双OROCHI2 Special（孫悟空、ネメア）
- 無双OROCHI2 Hyper（孫悟空、ネメア）
- 龍が如く5 夢、叶えし者（冴島大河）
- コール オブ デューティ ブラックオプス ディクラシファイド（フランク・ウッズ）

2013年
- ArcheAge（ヌイアン・男性）
- 仮面ライダーバトル ガンバライジング（2013年 - 2020年、仮面ライダー武神鎧武、仮面ライダーダークドライブ、オーマジオウ）
- ジョジョの奇妙な冒険 オールスターバトル（吉良吉影 / 川尻浩作）
- スーパーロボット大戦UX（シンジロウ・サコミズ）
- 蒼穹のスカイガレオン（ポセイドン / ネプチューン）
- ダイヤの国のアリス 〜Wonderful Mirror World〜（ジェリコ＝バミューダ）
- Dragon's Dogma Dark Arisen（竜職者）
- NARUTO -ナルト- 疾風伝 ナルティメットストーム3（ヤマト）
- VitaminZ Graduation（佐伯影虎）
- ファイナルファンタジーXIV：新生エオルゼア（シド）
- Fate/Zero The Adventure（衛宮切嗣）
- 真剣で私に恋しなさい!A（ゾズマ・ベルフェゴール）
- マブラヴ オルタネイティヴ トータル・イクリプス（イブラヒム・ドーゥル中尉）
- 無双OROCHI2 Ultimate（孫悟空、ネメア）
- 名探偵コナン マリオネット交響曲（毛利小五郎）
- メタルギア ライジング リベンジェンス（カムシン）

2014年
- 鬼武者Soul カードラッシュ
- ガールフレンド（仮）（2014年 - 2019年、GWマン2、GWマン3、GWマン4、GWマン5、GWマン0、悪カッパ男）
- 仮面ライダー サモンライド!（武神鎧武）
- 仮面ライダー バトライド・ウォーII（武神鎧武）
- ガンスリンガー ストラトス2（羅漢堂旭）
- CV 〜キャスティングボイス〜（太田公一郎） - DLC追加キャラクター
- グランブルーファンタジー（2014年 - 2025年、ソリッズ、毛利小五郎、クリス / 星晶獣クリシス、ジャック・ラカン ） - 3作品
- ケイオスリングスIII プリクエル・トリロジー（ドライ6）
- Code:Realize 〜創世の姫君〜（ジミー・A・アレスター）
- 三国志英歌
- 三国志パズル大戦（劉豹）
- シャイニング・レゾナンス（ゲオルグ・ザルハード）
- 戦国BASARA4（黒田官兵衛）
- 戦国無双 Chronicle 3（孫悟空）
- 潜入ゲーム 1st Story（社長）
- 第3次スーパーロボット大戦Z 時獄篇 / 天獄篇（2014年 - 2015年、フラスト・スコール、ベルファンガン・クルーゾー） - 2作品
- トイ・ウォーズ（サイモン）
- NARUTO -ナルト- 疾風伝 ナルティメットストームレボリューション（ヤマト）
- はじめの一歩 THE FIGHTING!（鷹村守）
- 名探偵コナン ファントム狂詩曲（毛利小五郎）
- 龍が如く 維新!（永倉新八）
- ONE PIECE 超グランドバトル! X（雷兵隊）

2015年
- 龍が如く0 誓いの場所（冴島大河）
- ヴァリアントナイツ（レオン＝シュバルツ）
- クリスタル クラウン
- ジョジョの奇妙な冒険 アイズオブヘブン（吉良吉影 / 川尻浩作）
- スーパーロボット大戦BX（フラスト・スコール）
- スカーレッドライダーゼクス Rev.（ディバイザー）
- ゼノブレイドクロス（ダグ）
- 戦国BASARA4 皇（黒田官兵衛）
- ダンジョンストライカー（ギリアム）
- デビルサバイバー2 ブレイクレコード（栗木ロナウド）
- デビル メイ クライ4 スペシャルエディション（クレド）
- 七つの大罪 真実の冤罪（ザラトラス）
- モンスターハンター エクスプロア（ホーク博士）
- ルミナスアーク インフィニティ（ウィリアム）
- LEGO マーベル スーパー・ヒーローズ ザ・ゲーム（デアデビル 他）
- Halo 5: Guardians（マスターチーフ / SPARTAN-117）

2016年
- うたわれるもの 二人の白皇（ハクオロ）
- 仮面ライダー バトライド・ウォー創生（武神鎧武）
- クロスワールド（ライバック）
- Code:Realize 〜祝福の未来〜（ジミー・A・アレスター）
- ＃コンパス 戦闘摂理解析システム（ルチアーノ）
- 白猫プロジェクト（ノブナガ・D・オダ）
- 戦国BASARA 真田幸村伝（黒田官兵衛）
- NightCry（レナード）
- NARUTO -ナルト- 疾風伝 ナルティメットストーム4（ヤマト）
- Fate/Grand Order（2016年 - 2024年、エミヤ〔アサシン〕）
- ベイブレードバースト（灼炎寺カイザ〈シャカ〉）
- ベルセルク無双（アドン、モズグス、ユリウス、コンラッド）
- ヤマトクロニクル創世（オオクニヌシ）
- 夢王国と眠れる100人の王子様（セラス）
- 妖怪ウォッチ ぷにぷに（とら、とらS）
- 龍が如く6 命の詩。（冴島大河）
- League of Legends（ルシアン）

2017年
- Code:Realize 〜白銀の奇跡〜（ジミー・A・アレスター）
- スーパーロボット大戦V（フラスト・スコール、ベルファンガン・クルーゾー）
- 四女神オンライン CYBER DIMENSION NEPTUNE（暗黒騎士）
- チェインクロニクル（戦士ギルド長シルヴァ）
- 東京放課後サモナーズ（イフリート、ショロトル、メフィストフェレス）
- ファイアーエムブレム ヒーローズ（2017年 - 2024年、ゼト、ユリシーズ）
- ブラックローズサスペクツ（マックス・フォーブス）
- ベイブレードバースト ゴッド（灼炎寺カイザ）

2018年
- 銀魂乱舞（猩覚）
- オーディンクラウン（ジークフリート）
- ソードアート・オンライン フェイタル・バレット（バザルト・ジョー）
- レイヤードストーリーズ ゼロ（プス）
- フューチャーカード バディファイト 誕生!オレたちの最強バディ!（バッツ）
- フルメタル・パニック！ 戦うフー・デアーズ・ウィンズ（ベルファンガン・クルーゾー）
- ドラゴンクエストライバルズ（グレイグ）
- ネギマテ UQ HOLDER! 〜魔法先生ネギま!2〜（ジャック・ラカン）
- スーパードラゴンボールヒーローズ ユニバースミッション（悪のサイヤ人 / カンバー）
- 無双OROCHI 3（孫悟空）
- アサシン クリード オデッセイ（プラシダス）
- ベイブレードバースト バトルゼロ（灼炎寺カイザ）
- 龍が如く ONLINE（2018年 - 2020年、冴島大河、永倉新八、烈海王）
- イドラ ファンタシースターサーガ（ジークムンド）
- プレカトゥスの天秤（グレアルフ・バルヴィン）
- 禍つヴァールハイト（レオカディオ）

2019年
- テイルズ オブ ヴェスペリア REMASTER（デューク・バンタレイ）
- スーパードラゴンボールヒーローズ ワールドミッション（悪のサイヤ人）
- テイルズ オブ ザ レイズ（2019年 - 2022年、デューク・バンタレイ / 虹翼まといし者）
- 戦国BASARA バトルパーティー（黒田官兵衛）
- 妖怪餐廳（吉光）
- デモンエクスマキナ（リーパー）
- お姉チャンバラORIGIN（朧）
- ドラゴンクエストXI 過ぎ去りし時を求めて S（グレイグ、ぱふぱふ娘〈エドゥリス〉）
- ONE PIECE WORLD SEEKER（アイザック）

2020年
- 龍が如く7 光と闇の行方（冴島大河）
- ONE PUNCH MAN A HERO NOBODY KNOWS（深海王）
- 仁王2（斎藤利三）
- ディズニー ツイステッドワンダーランド（モーゼズ・トレイン）
- ONE PIECE 海賊無双4（キュロス / 片足の兵隊）
- D×2 真・女神転生 リベレーション（モズグス）
- 英雄伝説 創の軌跡（マテウス・ヴァンダール）
- OCTOPATH TRAVELER 大陸の覇者（タイタス）
- ONE PUNCH MAN 一撃マジファイト（深海王）
- ドカポンUP! 夢幻のルーレット（ハクオロ）

2021年
- うみねこのなく頃に咲 〜猫箱と夢想の交響曲〜（右代宮留弗夫）
- バディミッション BOND（エドワード）
- ブレイブリーデフォルトII（アダマス・ホログラード）
- スターオーシャン:アナムネシス（ガブリエル）
- はじめの一歩 FIGHTING SOULS（鷹村守）
- ファミコン探偵倶楽部 うしろに立つ少女（河合ひとみ）
- IDOLY PRIDE（ナレーション）
- うたわれるもの斬2（ハクオロ）
- モンスターストライク（2021年 - 2023年、コヨーテ・スターク、毛利小五郎、王騎）
- 英雄伝説 黎の軌跡（ロイ・グラムハート大統領）
- 白夜極光（グラム）
- 鬼滅の刃 ヒノカミ血風譚（煉󠄁獄槇寿郎）
- Deep Insanity ASYLUM（アリスタルフ）
- Halo Infinite（マスターチーフ）

2022年
- バキ KING OF SOULS（烈海王）
- スーパーロボット大戦DD（2022年 - 2024年、ベルファンガン・クルーゾー）
- ライブ・ア・ヒーロー!（セイイチロウ）
- #コンパス ライブアリーナ（2022年 - 2023年、ルチアーノ）
- 英雄伝説 黎の軌跡 II -CRIMSON SiN-（ロイ・グラムハート）

2023年
- 龍が如く 維新！ 極（永倉新八）
- アークナイツ（ムリナール）
- 仮面ライダーバトル ガンバレジェンズ（仮面ライダー武神鎧武、仮面ライダーオーマジオウ）
- 共闘ことばRPG コトダマン（福沢諭吉）
- BLUE PROTOCOL（ダンケルク）
- 帰ってきた 名探偵ピカチュウ（トレバー・ゴードン）
- STAR OCEAN THE SECOND STORY R（ガブリエル）
- 龍が如く7外伝 名を消した男（冴島大河）
- 呪術廻戦 ファントムパレード（奈木野健介）

2024年
- 龍が如く8（冴島大河）

2025年
- クイズRPG 魔法使いと黒猫のウィズ（重本浩司）
- 龍が如く8外伝 Pirates in Hawaii（冴島大河）
- ゼノブレイドクロス ディフィニティブエディション（ダグ）
- BLEACH Rebirth of Souls（コヨーテ・スターク）
- RAIDOU Remastered: 超力兵団奇譚（宗像）

### ドラマCD
- あえかなる世界の終わりに（アーティスト）
- あかね色に染まる坂（杉下清次郎）
- うたわれるものシリーズ（ハクオロ）
- うりポッ（天野若貴）
- オジサマ専科 Vol.2 Memories〜母の手帳〜（斉藤剛士）
- カミヨミ（ナレーション）
- カレン坂高校 可憐放送部（片平総一郎）
- 逆転裁判123 成歩堂セレクション ドラマCD「逆転のコンビネーション」（ゴドー）
- CLASH! 〜Strange Detectives〜（藤木達哉）
- 黒執事（バルド）
- 孤独のグルメ（井之頭五郎）
- 最遊記RELOAD（ガト）
- 真・女神転生 STRANGE JOURNEY（タダノヒトナリ）
- セイント・ビーストシリーズ（ピラト）
- Z/X -Zillions of enemy X- NF DramaCD(11)「ソトゥニャシ放送局またたび」（イリューダ・オロンド）
- ドラマCD「テイルズ オブ イノセンス」vol.1、2（アスラ）
- ドラマCD「テイルズ オブ ヴェスペリア」第1 - 5巻（デューク・バンタレイ）
- 盗聴探偵物語（瀬良亮介）
- DOGS/BULLETS&CARNAGE（直刀と曲刀の師）
- トランジスタ・ティーセット〜電気街路図〜（さいり父、さいり祖父）
- 不問語（左右田右衛門左衛門）
- ななぶん シリーズ（大原清彦）
  - ななぶん〜七崎高校文化祭実行委員会
  - ななぶん -Graduation- 七崎高校卒業式
- varnish〜キレイのサプリ〜（木更津隆）
- はやて×ブレード2（順の父）
- ひなたの狼 -新選組綺談-（近藤勇）
- Fate/Zero（衛宮切嗣）
- 魔法先生ネギま! 〜さらば愛しき赤き翼〜（ジャック・ラカン）
- ヤングガン・カルナバル（毒島将成）
- レンタル執事 Drama CD Vol.1（江古田元蔵）
- ワイルドライフ（美坂洋平）
- 対決シリーズ第6弾 大塚明夫 VS 小山力也 -因果の鎖-（小野寺隆）

### 吹き替え

#### 担当俳優
アーロン・クオック
- コールド・ウォー 香港警察 二つの正義（ショーン・ラウ）
  - コールド・ウォー 香港警察 堕ちた正義（ショーン・ラウ）

- 西遊記 孫悟空vs白骨夫人（孫悟空）
  - 西遊記 女人国の戦い

- SPY N（ダレン）
- 風雲 ストームライダーズ（歩驚雲）
- モンキー・マジック 孫悟空誕生（牛魔王）

アントニオ・バンデラス
- あいつはママのボーイフレンド（トミー）
- インタビュー・ウィズ・ヴァンパイア（アーマンド） - テレビ東京版
- スパイキッズ（グレゴリオ） - 機内上映版
- バリスティック（エクス） - テレビ朝日版
- ファム・ファタール（ニコラス） - ソフト版

ヴィンス・ヴォーン
- ウェディング・クラッシャーズ（ジェレミー・グレイ）
- 僕が結婚を決めたワケ（ロニー・ヴァレンタイン）
- Mr.&Mrs. スミス（エディ） - ソフト版

ガイ・ピアース
- あなたとのキスまでの距離（キース・レイノルズ）
- スレイヤー 7日目の煉獄（ピーター神父）
- トゥー・ブラザーズ（エイダン・マクロリー） - フジテレビ版
- 不良探偵ジャック・アイリッシュシリーズ（ジャック・アイリッシュ）
  - 不良探偵ジャック・アイリッシュ 死者からの依頼
  - 不良探偵ジャック・アイリッシュ 2人の父への鎮魂歌
  - 不良探偵ジャック・アイリッシュ 3度目の絶体絶命

- ブレイキング・ポイント（ブルース・ララバイ）
- メメント（レナード・シェルビー）
- ラビナス（ジョン・ボイド大尉）

キーファー・サザーランド
- キーファー・サザーランド IN ガンブラスト（バンクス）
- 危険な遊戯/ハマースミスの6日間（リッキー・アレン） - 新録版DVD
- グランドコントロール 乱気流（ジャック・ハリス） - 新録版DVD
- The Confession -コンフェッション-（告解者）
- ザ・センチネル/陰謀の星条旗（デイビッド・ブレキンリッジ）
- サバイバー: 宿命の大統領（トム・カークマン）
- シークレット・パラダイス（ポール・ゴーギャン）
- ズーランダー NO.2（本人）
- ゼイ・クローン・タイローン/俺たちクローン（ニクソン）
- TOUCH/タッチ（マーティン・ボーム）
- テイキング・ライブス（ハート） - テレビ朝日版
- 24 -TWENTY FOUR-（ジャック・バウアー）
- 24 -TWENTY FOUR- リブ・アナザー・デイ（ジャック・バウアー）
- ファイナル・ソルジャー（ドイル）
- ポンペイ（コルヴス）
- ミッシング・ポイント（ジム・クロス）
- ミラーズ（ベン・カーソン）
- 要塞監獄 プリズナー107（デンバー・ベイリス） - 新録版DVD
- ラビット・ホール/指名手配のスパイ（ジョン・ウィアー）
- 連鎖犯罪/逃げられない女（ボブ） - 新録版DVD
- ワイルドガン（ジョン・ヘンリー・クレイトン）
- ワイルド・スタリオン（バリー）

キアヌ・リーブス
- ウチくる!?（本人）※2003年11月16日放映回、ボイスオーバー
- キアヌ・リーブス　ファイティング・タイガー（ドナカ・マーク）
- コンスタンティン（ジョン・コンスタンティン） - ソフト版
- ザ・ウォッチャー（デヴィッド・アレン・グリフィン） - テレビ東京版
- スキャナー・ダークリー（フレッド / ボブ・アークター）
- 陽だまりのグラウンド（コナー・オニール）
- マトリックスシリーズ（トーマス・アンダーソン / ネオ）
  - マトリックス ※ソフト版
  - マトリックス リローデッド ※劇場公開版
  - マトリックス レボリューションズ ※劇場公開版
  - マトリックス レザレクションズ ※劇場公開版

- 私のバカせまい史 海外スターお忍びグルメ史！（本人）

キューバ・グッディング・Jr.
- コンフェッション（ローソン・ラッセル）
- ザ・ダイバー（カール・ブラシア）
- スノー・ドッグ（テッド・ブルックス）
- チルファクター（アルロ）
- ハードワイヤー 奪われた記憶（ルーク・ギブソン）
- ハーモニーベイの夜明け（テオ・コールダー）
- パール・ハーバー（ドリー） - ソフト版

クリスチャン・ベール
- コレリ大尉のマンドリン（マンドラス）
- サラマンダー（クイン・アバクロンビー）
- マシニスト（トレヴァー・レズニック）
- リベリオン（ジョン・プレストン）

ジェイソン・クラーク
- エベレスト 3D（ロブ・ホール）
- ターミネーター:新起動/ジェニシス（ジョン・コナー）
- ナチス第三の男（ラインハルト・ハイドリヒ）
- ペット・セメタリー（ルイス・クリード）

ジェラルド・バトラー
- ガンズ・アンド・バレット（ジャッキー）
- キング・オブ・エジプト（セト）
- GAMER（ジョン“ケーブル”ティルマン）
- ジェラルド・バトラー in THE GAME OF LIVES（フランク・ボーギ）
- タイムライン（アンドレ・マレク）
- Dear フランキー（ストレンジャー）
- 覇王伝アッティラ（アッティラ）

ジョージ・クルーニー
- アウト・オブ・サイト（ジャック・フォーリー） - ソフト版、日本テレビ版
- ER緊急救命室（ダグラス・ロス）
- ウェルカム・トゥ・コリンウッド（ジャージー）
- ウルフズ（ジャック）
- オーシャンズシリーズ（ダニー・オーシャン） - ソフト版
  - オーシャンズ11
  - オーシャンズ12
  - オーシャンズ13

- オー・ブラザー!（ユリシーズ・エヴェレット・マッギル）
- かけひきは、恋のはじまり（ドッジ・コネリー）
- グッドナイト&グッドラック（フレッド・フレンドリー）
- コンフェッション（ジム・バード）
- サウスパーク/無修正映画版（ゴーシュ医師）
- シリアナ（ボブ・バーンズ）
- スーパー・チューズデー 〜正義を売った日〜（マイク・モリス）
- スパイキッズシリーズ（デブリン）
  - スパイキッズ - ソフト版
  - スパイキッズ3-D:ゲームオーバー

- 素晴らしき日（ジャック・テイラー） - テレビ朝日版
- SMAP×SMAP（本人）
- スリー・キングス（アーチ・ゲイツ） - ソフト版、フジテレビ版
- ゼロ・グラビティ（マット・コワルスキー中尉）
- ダラスより速報 午後1時JFK死す（ナレーション） - ドキュメンタリー番組
- チケット・トゥ・パラダイス（デヴィッド・コットン）
- ディボース・ショウ（マイルス）
- パーフェクト ストーム（ビリー・タイン）
- バーン・アフター・リーディング（ハリー・ファラー）
- バットマン & ロビン Mr.フリーズの逆襲（ブルース・ウェイン / バットマン） - テレビ朝日版
  - ザ・フラッシュ

- ピースメーカー（トム・デヴォー） - ソフト版、TBS版
- フィクサー（マイケル・クレイトン）
- FAIL SAFE 未知への飛行（ジャック・グレイディ）
- ブルー きみは大丈夫（スペースマン）
- フレンズ（ドクター・ミッチェル）
- ヘイル、シーザー!（ベアード・ウィットロック）
- マイレージ、マイライフ（ライアン・ビンガム）
- マネーモンスター（リー・ゲイツ）
- ミッドナイト・スカイ（オーガスティン）
- ヤギと男と男と壁と（リン・キャシディ）
- ラスト・ターゲット（ジャック）

スティーヴン・ドーフ
- インバトル（キャッシュ）
- ゼロ タウン 始まりの地（ヨニ）
- フィアー・ドット・コム（マイク・ライリー）
- プリズン・サバイブ（ウェイド・ポーター）
- ブレーキ（ジェレミー）

ダグレイ・スコット
- アラビアン・ナイト〜千一夜物語〜（シャリアール王） - NHK版
- ダーク・ウォーター（カイル・ウィリアムズ）
- デス・レース3 インフェルノ（ナイルズ・ヨーク）
- リプリーズ・ゲーム（ジョナサン・トレヴァニー）

デンゼル・ワシントン
- 悪魔を憐れむ歌（ジョン・ホブズ刑事） - フジテレビ版
- アントワン・フィッシャー きみの帰る場所（ジェローム・ダヴェンポート）
- キング牧師とワシントン大行進（ナレーション）※ドキュメンタリー番組
- クライシス・オブ・アメリカ（ベン・マルコ少佐）
- クリムゾン・タイド（ハンター少佐） - テレビ朝日版
- ジョンQ -最後の決断-（ジョン・クインシー・アーチボルド） - 日本テレビ版
- 戦火の勇気（ナサニエル“ナット”・サーリング中佐） - テレビ朝日版
- デンジャラス・ラン（トビン・フロスト） - ソフト版
- フライト（ウィップ・ウィトカー）
- ボーン・コレクター（リンカーン・ライム） - テレビ朝日版
- マーシャル・ロー（アンソニー・ハバード）
- マイ・ボディガード（ジョン・W・クリーシー） - 機内上映版

ドウェイン・ジョンソン（ザ・ロック）
- ギャングスターズ 明日へのタッチダウン（ショーン・ポーター）
- サウスランド・テイルズ（ボクサー・サンタロス）
- ジャングル・クルーズ（フランク）
- スコーピオン・キング（マサイアス） - ソフト版
- ベイウォッチ（ミッチ・ブキャナン）
- ランダウン ロッキング・ザ・アマゾン（ベック） - ソフト版
- ワイルド・スピードシリーズ（ルーク・ホブス）
  - ワイルド・スピード MEGA MAX
  - ワイルド・スピード EURO MISSION
  - ワイルド・スピード SKY MISSION
  - ワイルド・スピード ICE BREAK
  - ワイルド・スピード/スーパーコンボ
  - ワイルド・スピード/ファイヤーブースト

ニコラス・ケイジ
- ウインドトーカーズ（ジョー・エンダース） - テレビ朝日版
- ザ・ロック（スタンリー・グッドスピード） - 日本テレビ版
- シティ・オブ・エンジェル（セス）
- レフト・ビハインド（レイフォード・スチール）

ノーマン・リーダス
- ウォーキング・デッド（ダリル・ディクソン）
- ウォーキング・デッド: ダリル・ディクソン（ダリル・ディクソン）
- トリプル9 裏切りのコード（ラッセル・ウェルチ）

プラバース
- サーホー（アショーク / サーホー）
- バーフバリシリーズ（アマレンドラ・バーフバリ、マヘンドラ・バーフバリ）
  - バーフバリ 伝説誕生
  - バーフバリ 王の凱旋

ベニチオ・デル・トロ
- チェ 28歳の革命（エルネスト・チェ・ゲバラ）
- チェ 39歳 別れの手紙（エルネスト・チェ・ゲバラ）
- ハンテッド（アーロン・ハラム） - テレビ東京版

マイケル・パレ
- ストリート・オブ・ファイヤー（トム・コーディ） - 配信版
- 復讐の処刑コップ（ジム・ランドル刑事） - テレビ東京版
- 微笑みをもう一度（ビル）

マ・ドンソク
- 悪人伝（チャン・ドンス）
- 神と共に 第一章:罪と罰（成主神）
- 神と共に 第二章:因と縁（成主神）
- 守護教師（オク・ギチョル）
- 新感染 ファイナル・エクスプレス（サンファ）
- 犯罪都市シリーズ（マ・ソクト）
  - 犯罪都市 THE ROUNDUP
  - 犯罪都市 NO WAY OUT
  - 犯罪都市 PUNISHMENT

- 白頭山大噴火（カン・ボンネ）
- 無双の鉄拳（ドンチョル）

メル・ギブソン
- ペイバック（ポーター） - 日本テレビ版
- 身代金（トム・ミュレン） - 日本テレビ版
- リーサル・ウェポン4（マーティン・リッグス） - 日本テレビ版

ユー・ロングァン
- イップ・マン（ユー・フォンジウ）
- THE MYTH/神話（チョウ）
- 三国志〜趙雲伝〜（趙安）
- 香港国際警察/NEW POLICE STORY（クワン警部）
- ライド・オン（ホー総裁）

リーヴ・シュレイバー
- ザ・ディレクター ［市民ケーン］の真実（オーソン・ウェルズ）
- トータル・フィアーズ（ジョン・クラーク） - ソフト版
- ニューヨークの恋人（スチュアート） - ソフト版
- ヒットラー（エルンスト・ハンフシュテングル）

ルイス・クー
- インビジブル・スパイ（ジェン）
- オーバー・サマー 爆裂刑事（ブライアン）
- カンフー・モンスター（ホウ・シカイ）
- コール・オブ・ヒーローズ/武勇伝（チョウ・シウロン）
- 天上の剣（ダン・サンチー）
- 特攻! BAD BOYS（ジャック）
- ドラゴン×マッハ!（ホン）
- プロジェクトBB（フリーパス）
- 封神伝奇 バトル・オブ・ゴッド（申公豹）
- ホワイト・ストーム（ディゾン）
- ホワイト・バレット（警部チャン）

#### 映画（吹き替え）
- アウト・オブ・タイム（ディーン・ケイジ〈ウェズリー・スナイプス〉） -ソフト版
- アトミック・トレイン（ジョン・シーガー〈ロブ・ロウ〉） - ソフト版
- ALI アリ（モハメド・アリ〈ウィル・スミス〉）
- アンダーワールドシリーズ（クレイヴン〈シェーン・ブローリー〉）
  - アンダーワールド
  - アンダーワールド: エボリューション
  - アンダーワールド ビギンズ
- アンチ・ライフ（アダムス提督〈トーマス・ジェーン〉）
- イップ・マン 完結（バートン・ゲッデズ〈スコット・アドキンス〉[324]）
- イン・アメリカ/三つの小さな願いごと（ジョニー・サリヴァン〈パディ・コンシダイン〉）
- インヴィンシブル 栄光へのタッチダウン（ヴィンス・パパーリ〈マーク・ウォールバーグ〉）
- インセプション（ロバート・フィッシャー〈キリアン・マーフィー〉[325]） - テレビ朝日版
- ヴァンパイア/最期の聖戦（魔鬼・ヴァレック〈トーマス・イアン・グリフィス〉） - テレビ東京版
- ヴァン・ヘルシング（ヴェルカン・ヴァレリアス〈ウィル・ケンプ〉） - 劇場公開版
- ウェディング・プランナー（スティーヴ・エディソン〈マシュー・マコノヒー〉） - ソフト版
- ウォーク・ザ・ライン/君につづく道（ジョニー・キャッシュ〈ホアキン・フェニックス〉）
- ウォーロード/男たちの誓い（青雲〈ジェット・リー〉）
- エイリアン2（ドゥウェイン・ヒックス〈マイケル・ビーン〉） - 2004年テレビ朝日デジタルリマスター版（日本語吹替完全版Blu-rayBOX収録）
- AVP2 エイリアンズVS.プレデター（エディ・モラレス保安官〈ジョン・オーティス〉）
- エクソダス:神と王（ラムセス〈ジョエル・エドガートン〉[326]）
- エディット・ピアフ〜愛の讃歌〜（マルセル・セルダン〈ジャン＝ピエール・マルタンス〉）
- エネミー・オブ・アメリカ（ヒックス〈ローレン・ディーン〉） - フジテレビ版
- オースティンランド 恋するテーマパーク（ヘンリー・ノーブリー〈JJ・フィールド〉）
- 王妃の紋章（国王〈チョウ・ユンファ〉）
- オペレーション・ローグ（ランドル大尉〈マーク・ダカスコス〉）
- 風と共に去りぬ（フランク・ケネディ） - テレビ東京版
- キッドナッパー（アルマン〈メルヴィル・プポー〉）
- 気まぐれな唇（ギョンス〈キム・サンギョン〉）
- キャット・ピープル（ポール〈マルコム・マクダウェル〉） - ソフト版
- キリング・ミー・ソフトリー（アダム〈ジョセフ・ファインズ〉） - テレビ東京版
- クオ・ヴァディス（将軍マルクス〈パヴェウ・デロンク〉）
- クライム・アンド・パニッシュメント（クリス〈ジェフリー・ライト〉）
- クライモリ（クリス・フィン〈デズモンド・ハリントン〉）
- クラッシュ（キャメロン〈テレンス・ハワード〉）
- 狂っちゃいないぜ（ラッセル・ベル〈ビリー・ボブ・ソーントン〉）
- K-19（ミハイル・ポレーニン〈リーアム・ニーソン〉） - テレビ東京版
- ケイティ（ウェイド・ハンドラー刑事〈ベンジャミン・ブラット〉）
- ゲット・マネー（バッカム・ジャクソン〈アイス・キューブ〉）
- 剣客之恋（ジン・ジャオ〈アンディ・ラウ〉）
- 拳神 KENSHIN（フォンロイ〈ユン・ピョウ〉）
- ゴースト・イン・ザ・シェル（クゼ〈マイケル・ピット〉）
- コール（ウィル〈スチュアート・タウンゼント〉）
- 恋する遺伝子（エディ・オールデン〈ヒュー・ジャックマン〉） - ソフト版
- 荒野の七人（ブリット〈ジェームズ・コバーン〉） - スター・チャンネル版
- ゴッドスレイヤー 神殺しの剣（グアン・ニン〈レイ・ジャーニン〉[327]）
- コニー&カーラ（ジェフ〈デイヴィッド・ドゥカヴニー〉）
- コンクエスタドール（リヴィアのゲラルト〈ミハウ・ジェブロフスキー〉）
- コンタクト（ウィリー〈マックス・マーティーニ〉） - テレビ東京版
- サイコ（サム・ルーミス〈ジョン・ギャヴィン〉） - ソフト版
- 最後の陰謀（スタンバック〈ゴラン・ヴィシュニック〉）
- サイドウォーク・オブ・ニューヨーク（トミー〈エドワード・バーンズ〉）
- ザ・インターネット（ジャック・デヴリン〈ジェレミー・ノーサム〉） - テレビ朝日版
- ザ・ウォッチャー（ジョエル・キャンベル〈ジェームズ・スペイダー〉） - ソフト版
- 殺人の追憶（ソ・テユン刑事〈キム・サンギョン〉）
- サハラ 死の砂漠を脱出せよ（ダーク・ピット〈マシュー・マコノヒー〉） - ソフト版
- The FEAST/ザ・フィースト（ヒーロー〈エリック・デイン〉）
- ザ・マスター（フレディ・クエル〈ホアキン・フェニックス〉）
- ジェヴォーダンの獣（マニ〈マーク・ダカスコス〉）
- シャーロック・ホームズ（カワード卿〈ハンス・マシソン〉） - テレビ朝日版
- ジャン＝クロード・ヴァン・ダム ザ・ディフェンダー（ウェイン・バークレイ〈ラザーク・アドティ〉）
- 10人の泥棒たち（アンドリュー〈オ・ダルス〉）
- スーパーナチュラル（死神）
- ステルス（ベン・ギャノン〈ジョシュ・ルーカス〉[328]）
- スネーク・フライト（スリー・ジーズ〈フレックス・アレクサンダー〉）
- スパルタカス（シーザー〈ジョン・ギャヴィン〉） - ソフト版
- スパルタンX（アメリカン・ギャング〈ベニー・ユキーデ〉[329]） - ソフト版
- 戦場のキックオフ（ピエール・デルプーシュ〈ジャ＝イヴ・ベルトルート〉） - NHK版
- ソードフィッシュ（スタンリー・ジョブソン〈ヒュー・ジャックマン〉） - 日本テレビ版
- ゾンビランド:ダブルタップ（タラハシー〈ウディ・ハレルソン〉[330]）
- ターミネーター（カイル・リース〈マイケル・ビーン〉） - テレビ東京版（日本語吹替完全版コレクターズブルーレイボックス収録）
- 大脱走（セジウィック〈ジェームズ・コバーン〉） - テレビ東京版
- タイタンの戦い（アクシリオス王〈ジェイソン・フレミング〉） - ソフト版
- タイフーン/TYPHOON（シン〈チャン・ドンゴン〉） - ソフト版
- ダイヤルM（デイヴィッド・ショウ〈ヴィゴ・モーテンセン〉） - 日本テレビ版
- ダウト（ルーサー・ピンクス〈LL・クール・J〉）
- TAXI NY（アンディ・ウォッシュバーン〈ジミー・ファロン〉） - フジテレビ版
- タワーリング・インフェルノ（マイケル・オハラハン隊長〈スティーブ・マックイーン〉） - BSジャパン版
- ダンディー少佐（ダンディー少佐〈チャールトン・ヘストン〉） - ソフト版
- チェルノブイリ1986（アレクセイ・カルプーシン〈ダニーラ・コズロフスキー〉） - ソフト版[331]
- 沈黙の激突（ドゥエイン）
- 沈黙の聖戦（スンティ〈バイロン・マン〉） - ソフト版、（レオン・ワシントン〈パトリック・ロビンソン〉） - テレビ東京版
- デアデビル（マット・マードック / デアデビル〈ベン・アフレック〉） - ソフト版
- ディープエンド・オブ・オーシャン（パット〈トリート・ウィリアムズ〉）
- デス・サイト（ジョン・ブレナン〈リアム・カニンガム〉）
- デッド・フライト（ポール・ジャド〈リチャード・タイソン〉）
- 天使と悪魔（オリヴェッティ〈ピエルフランチェスコ・ファヴィーノ〉）
- トゥームレイダー2（ショーン〈ティル・シュヴァイガー〉） - ソフト版
- トゥモロー・ワールド（ルーク〈キウェテル・イジョフォー〉[332]）
- トスカーナの休日（マルチェロ〈ラウル・ボヴァ〉）
- ドッグ・ソルジャー（クーパー〈ケヴィン・マクキッド〉）
- 友へ チング（ジュンソク〈チャン・ドンゴン〉） - テレビ朝日版
- ドラゴン・キングダム（ジェイド将軍〈コリン・チョウ〉）
- トリガー・エフェクト（ジョー〈ダーモット・マローニー〉）
- ドント・ブリーズ2（レイラン〈ブレンダン・セクストン3世〉[333]）
- ナイト ミュージアム/エジプト王の秘密（ラー〈ベン・スティラー〉）
- 2番目に幸せなこと（ベン・クーパー〈ベンジャミン・ブラット〉）
- ニューオーリンズ・トライアル（ローレンス〈ジェレミー・ピヴェン〉）
- ノー・エスケイプ（ホーキンス〈アーニー・ハドソン〉） - テレビ東京版
- パープルストーム 紫雨風暴（マー・リー〈エミール・チョウ〉）
- バイオハザードII アポカリプス（ニコライ〈ザック・ウォード〉） - フジテレビ版
- バガー・ヴァンスの伝説（バガー・ヴァンス〈ウィル・スミス〉）
- 爆裂都市（ミン刑事）
- バトルフィールド・アース（カー〈フォレスト・ウィテカー〉）
- バトル・ライン（キモ〈オマリー・ハードウィック〉）
- パニック・タワー（コンラッド）
- パニッシャー（フランク・キャッスル / パニッシャー〈トーマス・ジェーン〉）
- ハムナプトラ2/黄金のピラミッド（ロック・ナー〈アドウェール・アキノエ＝アグバエ〉） - ソフト版
- 美術館の隣の動物園（イ・ソンジェ）
- ピラニア3D（ノヴァク・ラドジンスキー〈アダム・スコット〉）
- ファイナル・カット（フレッチャー〈ジム・カヴィーゼル〉）
- 復讐者（ジャック・ルーカス〈ルー・ダイアモンド・フィリップス〉）
- プテラノドン（マイケル・ラヴクラフト博士〈キャメロン・ダッド〉）
- ブラック・ウォーター（アダム）
- ブラックブック（ハンス・アッカーマン）
- PLANET OF THE APES/猿の惑星（セード〈ティム・ロス〉[334]） - 日本テレビ版
- フランケンフィッシュ（サム〈トリー・キトルズ〉）
- ブルズ・アイ（マイルズ〈マイケル・ビーチ〉）
- ブルドッグ（ハリウッド・ジャック〈ティモシー・オリファント〉） - ソフト版
- フル・フロンタル（カルヴィン・カミングス / ニコラス〈ブレア・アンダーウッド〉）
- ブレイザウェイ（フェデロフ）
- フロム・ダスク・ティル・ドーン3（ジョニー・マドリッド）
- ベスト・フレンズ・ウェディング（マイケル・オニール〈ダーモット・マローニー〉） - 日本テレビ版
- ヘブンズ・プリズナー（デイヴ・ロビショー〈アレック・ボールドウィン〉）※テレビ東京版
- HELL ヘル（カイル・ルブラン〈ジャン＝クロード・ヴァン・ダム〉）
- ホステージ（マース・クラップチェック〈ベン・フォスター〉） - テレビ朝日版
- ポリス・ストーリー/香港国際警察（ダニー〈フォン・ハックオン〉[335]） - ソフト版
- マーズ・アタック!（ビリー・グレン・ノリス〈ジャック・ブラック〉） - ソフト版
- マイアミ・バイス（リカルド・タブス〈ジェイミー・フォックス〉） - テレビ東京版
- マイアミ・ブルース（ジュニア〈アレック・ボールドウィン〉）※テレビ東京版
- マザーズ・デイ（ブラッドリー〈ジェイソン・サダイキス〉）
- マザー・テレサ（セラーノ神父〈セバスチャーノ・ソマ〉）
- ミーン・マシーン（ダニー・ミーン〈ヴィニー・ジョーンズ〉）
- MIA -ミア-（サイモン〈ジェームズ・フレイン〉）
- ミッドナイト・イン・パリ（アーネスト・ヘミングウェイ〈コリー・ストール〉）
- ミミック2（クラスキ－刑事）
- メラニーは行く!（ジェイク〈ジョシュ・ルーカス〉）
- ラッキー・ナンバー（ギグ〈ティム・ロス〉）
- ランド・オブ・ザ・デッド（フォクシー）
- リトル・シティ/恋人たちの選択（ケヴィン〈ジョン・ボン・ジョヴィ〉）
- 猟奇的な彼女
- レジョネア 戦場の狼たち（ルーサー〈アドウェール・アキノエ＝アグバエ〉） - テレビ東京版
- レッド・スカイ（クロス）
- レベッカ（マキシム〈ローレンス・オリヴィエ〉） - PDDVD版
- ロード・オブ・クエスト ドラゴンとユニコーンの剣（サディアス〈ダニー・マクブライド〉）
- ロード・オブ・ザ・リングシリーズ（ボロミア〈ショーン・ビーン〉）
  - ロード・オブ・ザ・リング
  - ロード・オブ・ザ・リング/二つの塔
  - ロード・オブ・ザ・リング/王の帰還
- ローラーボール（マーカス・リドリー〈LL・クール・J〉） - ソフト版
- ワイルドシングス（サム・ロンバート〈マット・ディロン〉） - テレビ朝日版
- 101（ロジャー・ラドクリフ〈ジェフ・ダニエルズ〉[336]） - テレビ朝日版

#### ドラマ
- アリーmyラブ1・2（グレッグ・バッターズ〈ジェシー・L・マーティン〉）
- WITHOUT A TRACE/FBI 失踪者を追え!（ダニー・テイラー〈エンリケ・ムルシアーノ〉）
- エア・アメリカ（リオ・アーネット〈ロレンツォ・ラマス〉）
  - 特務指令 AIR AMERICA
  - ラスト・エージェント
- エクソシスト（マーカス・キーン神父〈ベン・ダニエルズ〉）
- NCIS: ニューオーリンズ シーズン2（ジョン・ルッソ）
- エレメンタリー2 ホームズ&ワトソン in NY #21, #22（マルチェフ〈アンリ・ルバッティ〉）
- GSG-9対テロ特殊部隊シリーズ（ゲープ・ハルト・シュルラウ）
- KAMEN RIDER DRAGON KNIGHT（フランク・テイラー）
- 華麗なるペテン師たち3（サマール）
- 騎馬警官（ベントン・フレイザー〈ポール・グロス（英語版）〉）
- キャッスル 〜ミステリー作家は事件がお好き シーズン4 #2（ポール・ウィテカー〈ケネス・ミッチェル〉）
- 宮廷女官チャングムの誓い（ソ・チョンス〈パク・チャンファン〉）
- コールドケース 迷宮事件簿 シーズン3・4（ジョセフ〈ケネス・ジョンソン〉）
- 高慢と偏見（ダーシー〈コリン・ファース〉）
- サブマリン・アタック（デイヴィス）
- 三国志 Three Kingdoms（周瑜〈ビクター・ホァン〉）
- ジョーイ シーズン2 #21（オニール神父〈ニール・フリン〉）
- 情熱のシーラ（ラミーロ・アリーバス〈ルベン・コルターダ〉）
- 新アウターリミッツ シーズン2 #5（ジェームズ）
- スパルタカス（スパルタカス〈アンディ・ホイットフィールド〉）
- スパルタカスII（スパルタカス〈リアム・マッキンタイア〉）
- スパルタカスIII ザ・ファイナル（スパルタカス〈リアム・マッキンタイア〉）
- スポットライト（オ・テソク〈チ・ジニ〉）
- 第一容疑者8 姿なき犯人（サイモン・フィンチ警部）
- ダイノトピア（ウーヌ〈コリン・サーモン〉） - ソフト版
- チャーリー・ジェイド（チャーリー・ジェイド〈ジェフリー・ピアース〉）
- 超感覚刑事ザ・センチネル（ジェームズ・エリソン〈リチャード・バージ〉）
- デスパレートな妻たち3（ビル）
- 夏の香り（パク・チョンジェ〈リュ・ジン〉）
- バーン・ノーティス 元スパイの逆襲（サイモン〈ギャレット・ディラハント〉）
- パパにはヒ・ミ・ツ シーズン2（ダミアン〈ポール・ウェズレイ〉）
- BONES4（ナカムラ・ケン）
- THE FLASH/フラッシュ シーズン5（オーリン・ドワイヤー / シカーダ〈クリス・クライン〉）
- ホワイトカラー（ジェニングス）
- MACGYVER/マクガイバー シーズン3 #7（トッド・ステックラー上院議員〈リック・ライツ〉）
- マスケティアーズ パリの四銃士（ボネール）
- 名探偵ポワロ #52「ナイルに死す」（ファーガスン）
- 名探偵モンク シーズン1 #1（ギャヴィン・ロイド）
- メントーズ 世界の偉人たちからのメッセージ（アーサー王〈ダニエル・ギリーズ〉）
- 燃ゆる呉越（越王・勾践）
- ラッシュアワー #12（ジャック・ダグラス）
- 猟犬たちの夜 オルフェーヴル河岸36番地-パリ警視庁（コンスタンティン〈ヤン・サンベール〉）
- レディプレジデント〜大物（カン・テサン〈チャ・インピョ〉）
- ロビン・フッド（ロビン・フッド〈ジョナス・アームストロング〉）
- ONE PIECE（2023年、三日月のギャリー）

#### アニメ
- アトランティス 帝国最後の謎（ヴィニー）
- スター・ウォーズシリーズ
  - スター・ウォーズ ドロイドの大冒険（マンゴ・バオバブ） - DVD版
  - スター・ウォーズ クローン大戦（キャプテン・タイフォ）
  - スター・ウォーズ/クローン・ウォーズ（テレビシリーズ）（キャプテン・タイフォ）
  - ロボット・チキン（ボバ・フェット、ハン・ソロ 他）
- スターシップ・トゥルーパーズ レッドプラネット（ジョニー・リコ[337]）
- ターザン
- チャギントン（アクション・チャガー[338]）
- ナッツジョブ 〜サーリー&バディのピーナッツ大作戦!〜（ラクーン[339]）
- バイオハザード ディジェネレーション（カーティス・ミラー）
- バーフバリ 失われた伝説（バーフバリ[340]）
- FINAL FANTASY（グレイ・エドワーズ）
- ファインディング・ニモシリーズ（クラッシュ）
  - ファインディング・ニモ
  - ファインディング・ドリー
- メアリーと秘密の王国（ローニン）

#### テレビ番組
- UFC登竜門 ジ・アルティメット・ファイター ミドル級ウォーズ（ティト・オーティズ）
- 超人たちのパラリンピック（ニッコー・ランデロス）

### 映画
2000年
- アカシアの町（劇団俳優座制作）

2007年
- XX（エクスクロス） 魔境伝説（物部昭〈声〉）

2010年
- Wonderful World（伊藤篤志）

2011年
- 神☆ヴォイス（医者）

2024年
- 破墓/パミョ（鬼〈声〉）

### テレビドラマ
1990年
- 戦艦大和（フジテレビ系ドラマ）

1994年
- 愛と死の殺人航路（テレビ朝日系）

1995年
- 探偵事務所（テレビ朝日系）

1996年
- 外科医・織部英介（TBS系）
- 外科医・織部英介II（TBS系）

1997年
- 校長がかわれば学校が変わる (1) （TBS系）

1998年
- 校長がかわれば学校が変わる (2) （TBS系）

2000年
- 西村京太郎サスペンス 冤罪（TBS系）
- ラブコンプレックス（フジテレビ系）
- 捜査検事・右近誠の殺人調書2（テレビ朝日系）

2013年
- 35歳の高校生※ナレーション（日本テレビ系）

2018年
- ドロ刑 -警視庁捜査三課- 第3話（2018年10月27日、日本テレビ系） - 石森 役

2021年
- 青天を衝け 第14話（2021年5月16日、NHK総合） - 酒井忠績 役

### 特撮
1988年
- 仮面ライダーBLACK RX（霞のジョー）

1990年
- 特警ウインスペクター（松山）

1992年
- 特救指令ソルブレイン（関根助手）
- 特捜エクシードラフト（大林博士の助手）

1993年
- 特捜ロボ ジャンパーソン（高瀬刑事）

1994年
- ブルースワット（原田徹）

2010年
- 天装戦隊ゴセイジャー（流星のデレプタの声）

2013年
- 仮面ライダー×仮面ライダー 鎧武&ウィザード 天下分け目の戦国MOVIE大合戦（武神鎧武の声）

2015年
- 劇場版 仮面ライダードライブ サプライズ・フューチャー（パラドックスロイミュード / ロイミュード108の声）
- 特捜戦隊デカレンジャー 10 YEARS AFTER（カイト・レイドリッヒの声）

2018年
- 仮面ライダージオウ（ジクウドライバー関連アイテム音声、OPナレーション、オーマジオウの声）

2019年
- 劇場版 仮面ライダージオウ Over Quartzer（オーマジオウの声）

2020年
- 仮面ライダージオウ NEXT TIME ゲイツ、マジェスティ（オーマジオウの声）

2021年
- RIDER TIME 仮面ライダーディケイド VS ジオウ ディケイド館のデス・ゲーム（オーマジオウの声）
- RIDER TIME 仮面ライダージオウ VS ディケイド 7人のジオウ！（オーマジオウの声）
- セイバー+ゼンカイジャー スーパーヒーロー戦記（オーマジオウの声）

### ラジオ
※はインターネット配信。
- サッポロ声の文庫本『イニュニック（生命）』（文化放送、星野道夫著）
- うたわれるものらじお（2006年 - 2007年、音泉※）
- うたわれるものらじお（2006年 - 2007年、ラジオ関西）
- 獣神RAVE 〜獣神演武RADIO〜（2007年 - 2008年、メディファクラジオ※）
- 仮面のメイドガイ・強制ご奉仕ラジオ（2008年、アニメイトTV※、アシスタント）
- 小山力也×広橋涼のあかね色に染まるラジオ（2008年 - 2010年、ニコラジオ※）
- SOULEATER RADIO 死武専共鳴放送局 ソウルside（2008年 - 2009年、アニメイトTV※）
- Sound Drama Fate/Zero -ラジオマテリアル-（2009年 - 2010年、アニメイトTV※）
- 東京REMIX族（2009年、J-WAVE、コーナー聞き役）
- 盗聴探偵物語 ON THE RADIO!（2011年、音泉※）
- 放送紳士ツインマスクR（2012年 - 2013年、音泉※）
- TVアニメ「血界戦線」技名を叫んでから殴るラジオ!（2014年 - 2015年、音泉※）
- TVアニメ『血界戦線&BEYOND』技名を叫んでから殴るラジオ（2017年 - 2018年、音泉※）

### ラジオドラマ
- フルメタル・パニック! 踊るベリー・メリー・クリスマス（2016年、ベルファンガン・クルーゾー）

### デジタルコミック
- VOMIC 傷だらけの仁清（2008年、永井仁清）
- BeeTV グラップラー刃牙（2012年、範馬勇次郎）
- VOMIC 食戟のソーマ（2013年、幸平城一郎[349]）
- マンガアニメ「かくしごと」（2020年、大和力郎）

### ナレーション

#### CM
- 大塚製薬 カロリーメイト（ジャック・バウアー）
- スクウェア・エニックス ファイナルファンタジーXII
- スクウェア・エニックス ドラゴンクエストV 天空の花嫁
- レゴ ダイノアタック
- ブラウン プロソニック
- ENEOS
- イー・モバイル（ナレーション、ニホンザル『はやはや君』の声）
- スズキ ワゴンRスティングレー
- 映画「96時間」（ジャック・バウアーの声）
- 西原物産（ジャック・バウアーの声）
- アサヒビール スーパードライ
- DVDレンタル「24 -TWENTY FOUR-」 20世紀フォックス ホーム エンターテイメント（ジャック・バウアー）
- バンダイナムコゲームス ゴッドイーター
- バンダイナムコゲームス ゴッドイーター バースト
- ヤンセン ファーマ 「しつこい爪水虫編」
- バンダイナムコゲームス 「エースコンバット アサルト・ホライゾン」
- 第一三共ヘルスケア 「パテックス フェルビナスターV」 スターを探せ編
- アサヒドライゼロ
- サークルKサンクス 「淹れたてコーヒー」
- モスバーガー とびきりハンバーグサンド「傑作ベーコン」
- DHC 「エクササイズダイエット」
- 星のドラゴンクエスト
- ダイドーブレンドコーヒー ギンレイ

#### テレビ番組
- 島田検定!! 国民的潜在能力テスト
- 激録!交通警察24時（テレビ朝日系：2010年1月3日）
- 語呂で覚えるカンタン記憶術!! 爆憶! ゴロワーズ
- ドスペ2
- アメトーーク（「ジョジョの奇妙な芸人」）
- ジャンプ!○○中（「挑戦中」・「執筆中」・「生態調査中 バベルの塔」のみ）
- 世界ぶっちぎり映像!（TBS：不定期放送）
- 地球の最先端をスクープ!SCOOPER（日本テレビ）
- BLUE DRAGON 総集編 光と影の軌跡
- ハピふる（カスペの番組宣伝ナレーション）
- お試しかっ!（全て当てるまで帰れま10）
- 松嶋×町山 未公開映画を観るTV
- 熱中時間（「温泉探し熱中人」語り）
- 爆笑問題のニッポンの教養 語り
- オデッサの階段（フジテレビジョン、COOLTV）
- 35歳の高校生（日本テレビ系：2013年4月13日 - 6月22日）
- 進撃ゲーム！音バトラーZ（日本テレビ系：2013年12月25日）
- 世界がビビる夜（TBS系、ナレーター）
- songs（アニソンSP）（NHK：2016年6月9日）[350]
- 林修の歴史ミステリー 徳川家260年の謎 隠された財宝3000億円徹底解明スペシャル（TBS系：2016年12月21日）
- 魔法陣グルグル放送スタート直前SP!!ドミノで魔方陣!完成するまで帰れません!（テレビ東京系：2017年7月4日）
- お城好き1万人がガチで投票!お城総選挙（テレビ朝日系：2019年3月23日）

### 舞台
- 1989年『白痴』 - 召使い役、ドストエフスキー原作、千田是也舞台代表、ロシア人演出[351]
- 1993年『十二夜』 - セバスチャン役、マイケル・ペニントン演出
- 2001年『ヴェニスの商人』（欧州文化首都ロッテルダム2001 / ジャパン2001英国年フェスティバル凱旋公演） - アントーニオ役・シェイクスピア原作・イオン・カラミトル演出
- 2002年『マクベット』（テアトル・デュ・シーニュ / 日欧舞台芸術交流会公演） - マクベット役・ウジェーヌ・イヨネスコ作・イオン・カラミトル演出
- 2003年『冬物語』（日欧舞台芸術交流会 / テアトル・デュ・シーニュ公演） - カミロー役・シェイクスピア原作・ウィリアム・ガリンスキー演出
- 2003年『マクベット』（日欧舞台芸術交流会 / テアトル・デュ・シーニュ） - マクベット役・ウジェーヌ・イヨネスコ作・イオン・カラミトル演出
- 2004年『オセロー』（テアトル・デュ・シーニュ / 日欧舞台芸術交流会10周年記念公演） - オセロー役・シェイクスピア作・イオン・カラミトル演出
- 2006年『罪と罰』（紀伊国屋ホール / 俳優座公演） - ラスコーリニコフ役・ドストエフスキー原作・袋正演出
- 2009年『村岡伊平治伝』（俳優座劇場 / 劇団俳優座創立65周年記念公演 第1弾） - 村岡伊平治役・秋元松代原作・安川修一演出
- 2011年『ある馬の物語』（あうるすぽっと / 俳優座公演） - ホルストメール役・レフ・トルストイ原作・マルク・ロゾーフスキー脚色・真鍋卓嗣演出
- 2015年『フル・サークル〜ベルリン1945〜』（紀伊國屋ホール / 俳優座公演） - エーリヒ・ローデ役・エーリヒ・マリア・レマルク原作・ピーター・ストーン潤色・勝田安彦訳・演出

### ラジオ・朗読CD
- 官能昔話3 〜怪談〜
- 戦国武将物語〜大名編その壱〜（第六話「斎藤道三物語」）
- 戦国武将物語外伝〜14の大名物語〜（斎藤道三物語外伝「道三と信長」）
- 幕末志士物語〜新選組編〜（「土方歳三物語」）
- 幕末志士物語外伝〜14の新選組&薩摩・長州編〜（「土方歳三物語外伝」）

### ボイスオーバー
- 日立 世界・ふしぎ発見!（TBS系、ボイスオーバー）
- 世界の衝撃ストーリー（テレビ東京系、声の出演）
- ありえへん∞世界
- 奇跡のレッスン

### パチンコ・パチスロ
- デビルサバイバー2 最後の7日間（2015年、ロナウド〈栗木ロナウド〉）
- Sアクエリオン ALL STARS（2022年、不動ZEN）

### 玩具
- 仮面ライダージオウ DXジクウドライバー（2018年9月） - システム音声
- 仮面ライダージオウ ライドウォッチシリーズ（2018年） - システム音声
- 仮面ライダージオウ DXオーマジオウドライバー（2020年1月） - オーマジオウ 役
- COMPLETE SELECTION MODIFICATION 戦極ドライバー（2021年3月、バンダイ） - 武神鎧武 役

### その他コンテンツ
- 『カーズ2』特報2（フィン・マックミサイル）本編では大塚芳忠が担当。
- サドンアタック（オンラインゲームキャラクターの日本語吹き替えを担当）
- 脳内エステ IQサプリ（一部のコーナーで『24 -TWENTY FOUR-』のジャック・バウアー役としてナレーションを担当）
- 謎のホームページ サラリーマンNEO（『ER』のパロディ『Re:』のナレーション）
- TOMORROW（一部のコーナーで『24 -TWENTY FOUR-』のジャック・バウアー）
- 爆笑そっくりものまね紅白歌合戦スペシャル（2008年4月1日分 ブラックマヨネーズの小杉竜一が演じたジャック・バウアーの吹き替え、その他）
- バンダイ「棒ゲー（男性バージョン）」
- ザ☆ネットスター! 夏休み増刊号（ナビゲーター）
- エポック社 『プニっとやみつき サ「わん！」ド肉球』『やみつき触感！ サ「わん！」ド肉球』（わんこボイス）[352]
- Club AT-X だぶるあ〜る（司会）
- パチスロ機 サミー 快盗天使ツインエンジェル2（ブラックトレーダー）
- キングアビス（パイロット版ナレーター）
- NHKスペシャル『日本人はなぜ戦争へと向かったのか』（再現アニメのナレーション）
- ディープピープル「ヒーロー声優」（NHK総合テレビ、2011年8月22日、古谷徹・野沢雅子とともに出演）
- NHKスペシャル『盗まれた最高機密 〜原爆・スパイ戦の真実〜』（アルソス諜報部隊 ロバート・ファーマン少佐）
- Club AT-X すずまお荘（AT-X、2015年7月4日・7月18日ゲスト出演）
- 秘封活動記録-月-（細愛親王）
- Thunderbolt Fantasy 東離劍遊紀（2016年、狩雲霄）
- ニモ&フレンズ・シーライダー（2017年、クラッシュ）
- 1周回って知らない話（日本テレビ、2019年4月24日ゲスト出演）
- AbemaTV QUEST by ディスカバリー 番宣ナレーション
- サンスター GUM CMナレーション
- バキ外伝、『烈海王』『ガイアとシコルスキー』最新刊同時発売記念コラボPV（2023年、烈海王[353]）

## ディスコグラフィ

### キャラクターソング
| 発売日   | 商品名                                                     | 歌 | 楽曲                                        | 備考                                                          |
| 2003年   | 2003年                                                     | 2003年 | 2003年                                      | 2003年                                                        |
| -------- | ---------------------------------------------------------- | --- | ------------------------------------------- | ------------------------------------------------------------- |
| 8月27日  | アンジェリーク エトワール RED                              | レオナード（小山力也） | 「自由がすべて」                            | ゲーム『アンジェリーク エトワール』関連曲                     |
| 2005年   |                                                            | |                                             |                                                               |
| 3月9日   | アンジェリーク エトワール 花のシャングリ・ラ               | レオナード（小山力也） | 「Midnight Shuffle」                        | ゲーム『アンジェリーク エトワール』関連曲                     |
| 2006年   |                                                            | |                                             |                                                               |
| 2月22日  | Sound Cafe アンジェリーク 〜秘密の花園〜                   | レオナード（小山力也） | 「摩天楼TIGHTROPE」                         | ゲーム『アンジェリーク エトワール』関連曲                     |
| 4月19日  | アンジェリーク 〜Dear My Angel〜                           | 聖獣の守護聖様 | 「明日を拓く者たち 〜FRONTIER〜」           | ゲーム『アンジェリーク エトワール』関連曲                     |
| 2008年   |                                                            | |                                             |                                                               |
| 1月30日  | 獣神演武 キャラクターソング+ミニドラマCD vol.3 虎楊        | 虎楊（小山力也） | 「風の証」                                  | テレビアニメ『獣神演武 -HERO TALES-』関連曲                   |
| 2010年   |                                                            | |                                             |                                                               |
| 11月17日 | 魔法先生ネギま! 〜もうひとつの世界〜 Theme Song Collection | ネギ・スプリングフィールド（佐藤利奈）、犬上小太郎（井上麻里奈）、長谷川千雨（志村由美）、アルベール・カモミール（矢部雅史）、ジャック・ラカン（小山力也）、エヴァンジェリン・A・K・マクダウェル（松岡由貴）、クウネル・サンダース（小野大輔） | 「Get a Chance!」                           | OVA『魔法先生ネギま! 〜もうひとつの世界〜』エンディングテーマ |
| 2011年   |                                                            | |                                             |                                                               |
| 12月14日 | ブリコン 〜BLEACH CONCEPT COVERS〜 2                       | コヨーテ・スターク（小山力也）、リリネット・ジンジャーバック（浅井清己） | 「オレンジ」                                | テレビアニメ『BLEACH』関連曲                                  |
| 2016年   |                                                            | |                                             |                                                               |
| 5月18日  | 『うしおととら』キャラクターソングス                       | 井上真由子（安野希世乃）、とら（小山力也） | 「私のナイト」                              | テレビアニメ『うしおととら』関連曲                            |
| 6月22日  | 三羽烏漢唄 〜GRANBLUE FANTASY〜                            | オイゲン（藤原啓治）、ソリッズ（小山力也）、ジン（安元洋貴） | 「三羽烏漢唄」                              | ゲーム『グランブルーファンタジー』関連曲                      |
| 2023年   |                                                            | |                                             |                                                               |
| 2月1日   | IDOLY PRIDE Collection Album [未来]                        | spring battler | 「サヨナラから始まる物語(春闘 short ver.)」 | ゲーム『IDOLY PRIDE』関連曲                                   |